# Art yoruba

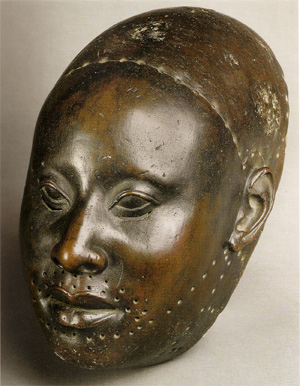
Masque du roi Obalufon II (c. 1300 ; cuivre ; hauteur : 29,2 cm). Découvert à Ife, au Nigéria, il est conservé au Musée des antiquités d'Ife.

Les Yoruba d'Afrique de l'Ouest (Bénin, Nigéria et Togo) sont responsables d'une tradition artistique distincte en Afrique, une tradition qui reste vitale et influente aujourd'hui.
Une grande partie de l'art yoruba, notamment les bâtons, les vêtements de cour et les perles pour les couronnes, est associée aux cours royales. Les tribunaux ont également commandé de nombreux objets architecturaux tels que des poteaux de véranda, des portails et des portes ornés de sculptures. D'autres arts yoruba sont liés aux sanctuaires et aux traditions de masquage. Les Yoruba vénèrent un vaste panthéon de divinités, et les sanctuaires dédiés à ces dieux sont ornés de sculptures et abritent un éventail de figures d'autel et d'autres accessoires rituels. Les traditions de masquage varient selon les régions et une grande variété de types de masques sont utilisés dans divers festivals et célébrations.

## Histoire
Vers 800 après J.-C., les artistes d'Ife ont développé une tradition sculpturale raffinée et naturaliste en terre cuite, en pierre et en alliage de cuivre — cuivre, laiton et bronze — qui semble avoir principalement été développée sous le patronage du roi Obalufon II, l'homme qui est aujourd'hui identifié comme la divinité patronne yoruba de la fonte du laiton, du tissage et des insignes.
Il y a eu une série de royaumes yoruba au cours des neuf derniers siècles. L'Empire d'Ife fut le plus ancien d'entre eux ; il exerça une influence culturelle sur les royaumes d'Oyo, Owo et Bénin, dont les cours royales auraient appris leur art auprès des maîtres d'Ife. Les premiers documents historiques et archéologiques sur l'art renforcent ces fortes affiliations avec la culture d'Ife dès le XIVe siècle.
Les royaumes yoruba ont prospéré jusqu'à ce que la traite des esclaves et la guerre du XIXe siècle fassent des ravages. L’une des conséquences de cette dévastation fut la dispersion de millions de Yoruba à travers le monde. Cela a donné naissance à un fort caractère yoruba dans la vie artistique, religieuse et sociale des Africains du Nouveau Monde.

### Chronologie
Henry Drewal, John Pemberton et Rowland Abiodun proposent les étapes suivantes dans le développement de l'art à Ife, :
- Époque archaïque, avant l'an 800
- Ère pré-pavement, 800–1000
- Début de l'ère du pavement, 1000–1200
- Fin de l'ère du pavement, 1200–1400
- Époque post-pavement, 1400 – c. 1600
- Époque de l'humanisme stylisé, c. 1600 – aujourd'hui

## Art et mode de vie dans la culture yoruba
La coutume de l'art et des artistes chez les Yoruba est profondément enracinée dans le corpus littéraire Ifá, indiquant les orishas Ogun, Obatala, Oshun et Obalufon comme étant au cœur de la mythologie de la création, y compris l'art (c'est-à-dire l'art de l'humanité).
Pour comprendre pleinement la centralité de l'art (onà) dans la pensée yoruba, il comprendre leur cosmologie, qui fait remonter l'origine de l'existence (ìwà) à une Divinité Suprême appelée Olódùmarè, le générateur d'aṣẹ, le pouvoir habilitant qui soutient et transforme l'univers. Pour les Yoruba, l'art a commencé lorsque Olódùmarè a commandé à la divinité artiste Ọbatala de mouler la première image humaine à partir d'argile. Aujourd'hui, il est de coutume pour les Yoruba de souhaiter bonne chance aux femmes enceintes avec la salutation suivante : « Puisse Ọbatala nous confectionner une bonne œuvre d'art ». 
Le concept d’aṣẹ influence la manière dont de nombreux arts yoruba sont composés. Dans les arts visuels, un dessin peut être segmenté ou sérialisé : un « agrégat discontinu dans lequel les unités de l'ensemble sont discrètes et partagent une valeur égale avec les autres unités ». De tels éléments peuvent être observés dans les plateaux et les bols Ifa, les poteaux de véranda, les portes sculptées et les masques ancestraux.

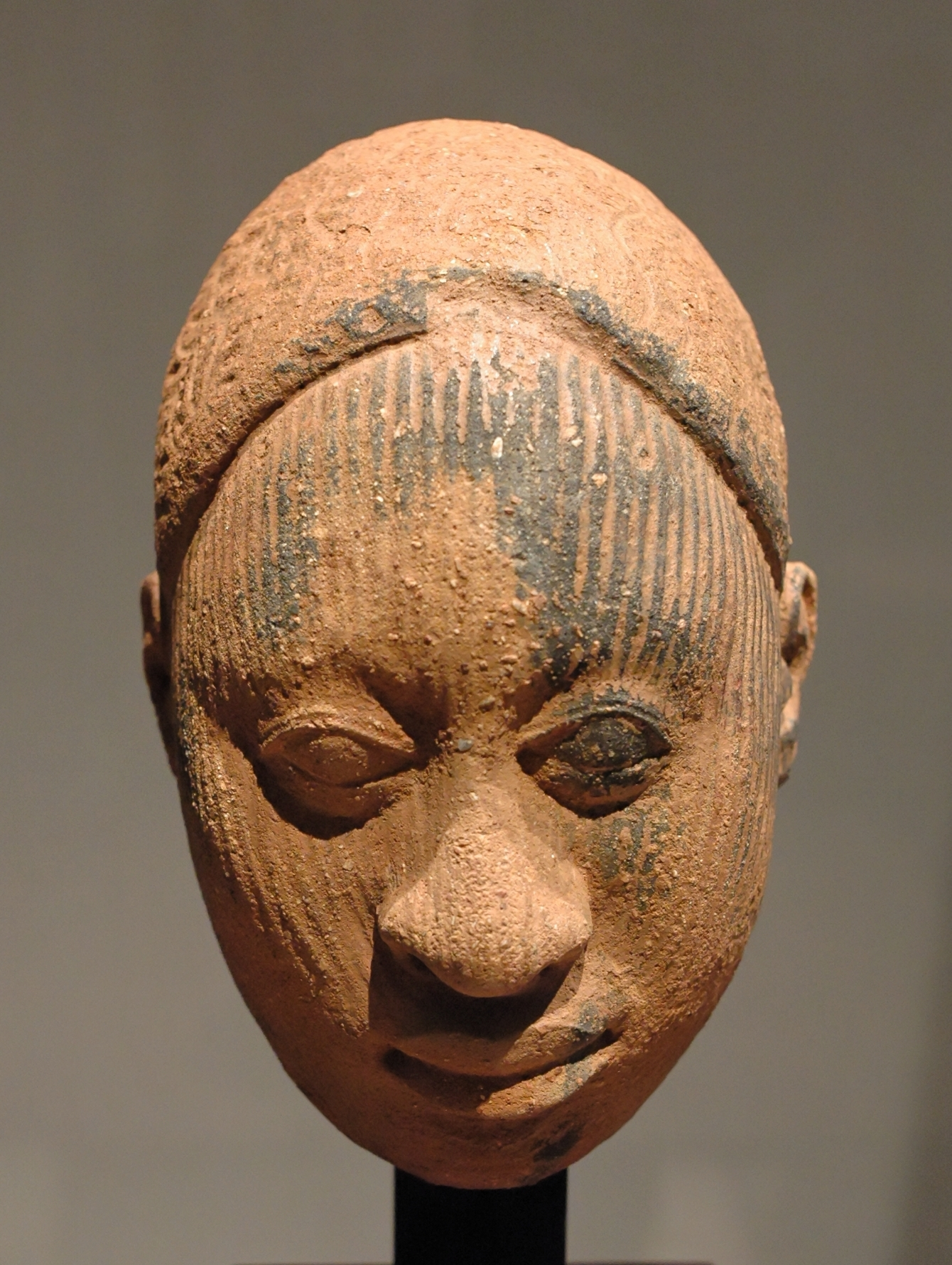
Tête d'Ife, terre cuite, probablement XIIe – XIVe siècle (hauteur : 15,5 cm).
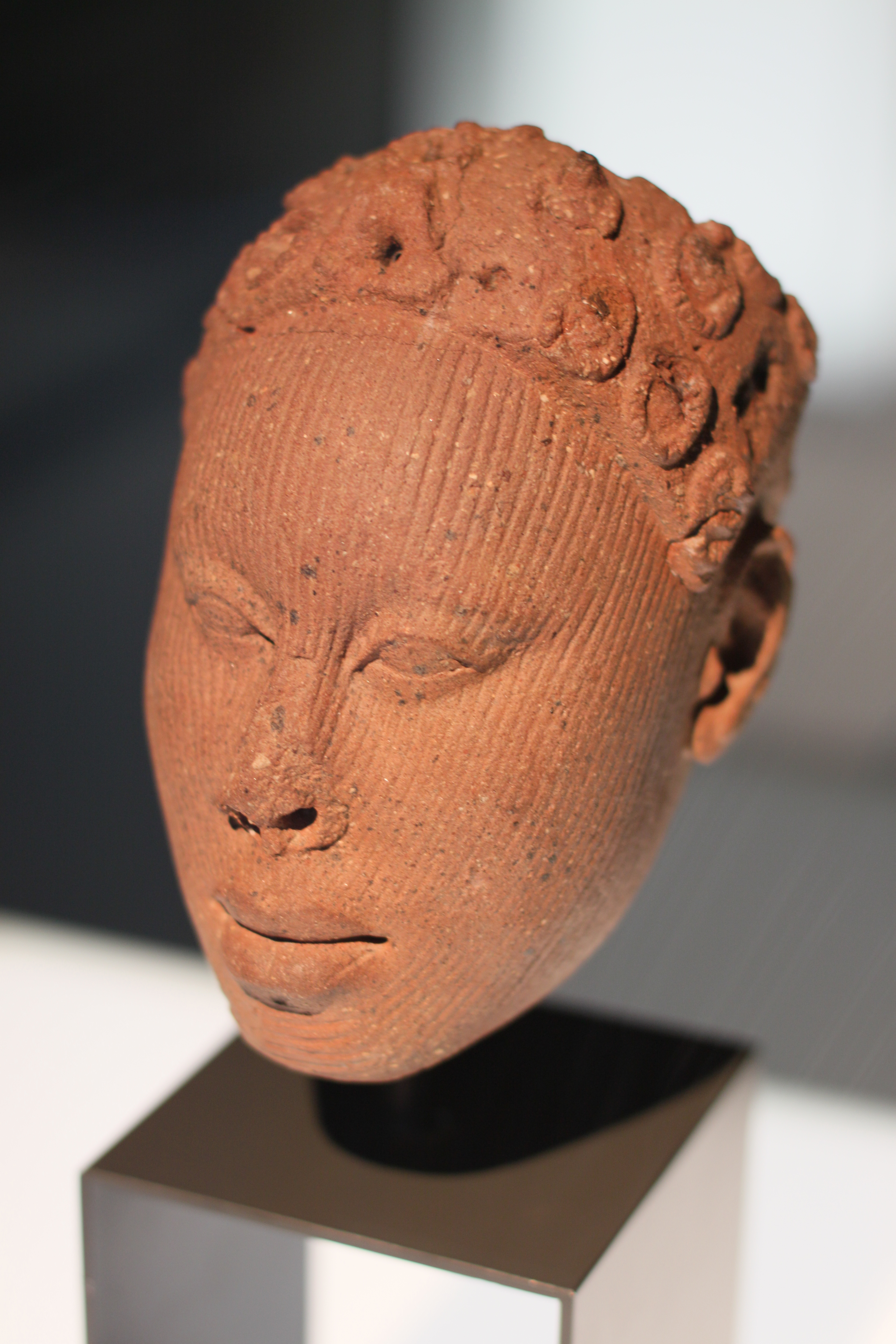
Buste d'un roi ou d'un dignitaire, terre cuite, XIIe – XVe siècle. Musée ethnologique de Berlin, découvert à Ife (Nigéria).
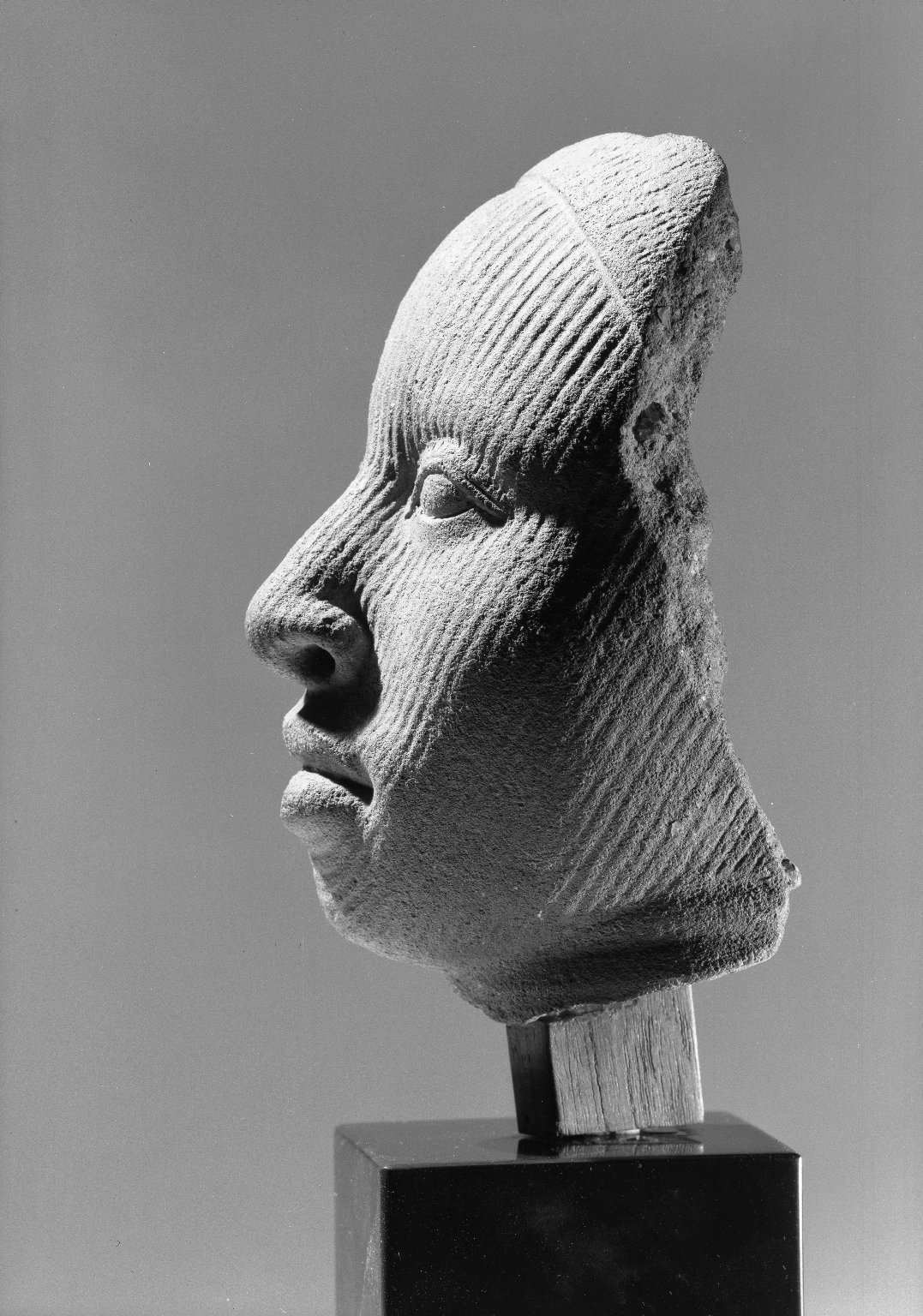
Fragment d'une tête d'Ife. Brooklyn Museum.
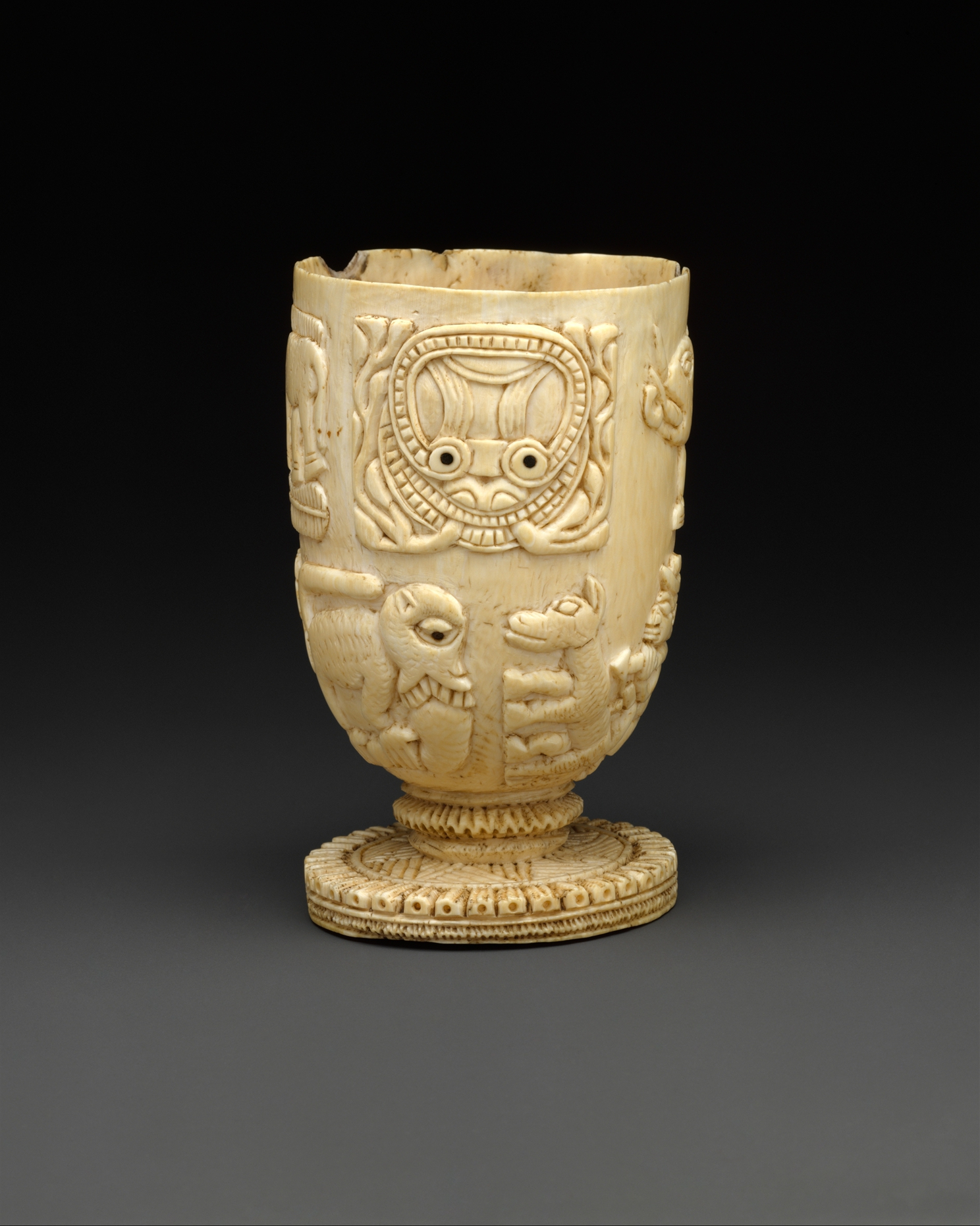
Vase cérémoniel en ivoire.
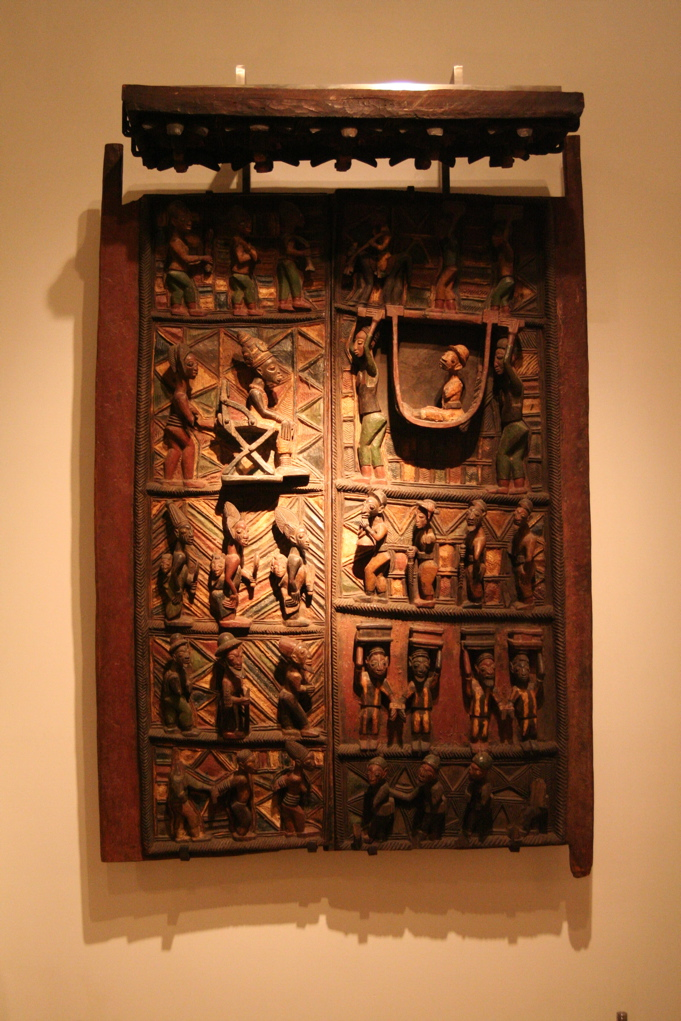
Porte à panneaux décorés.
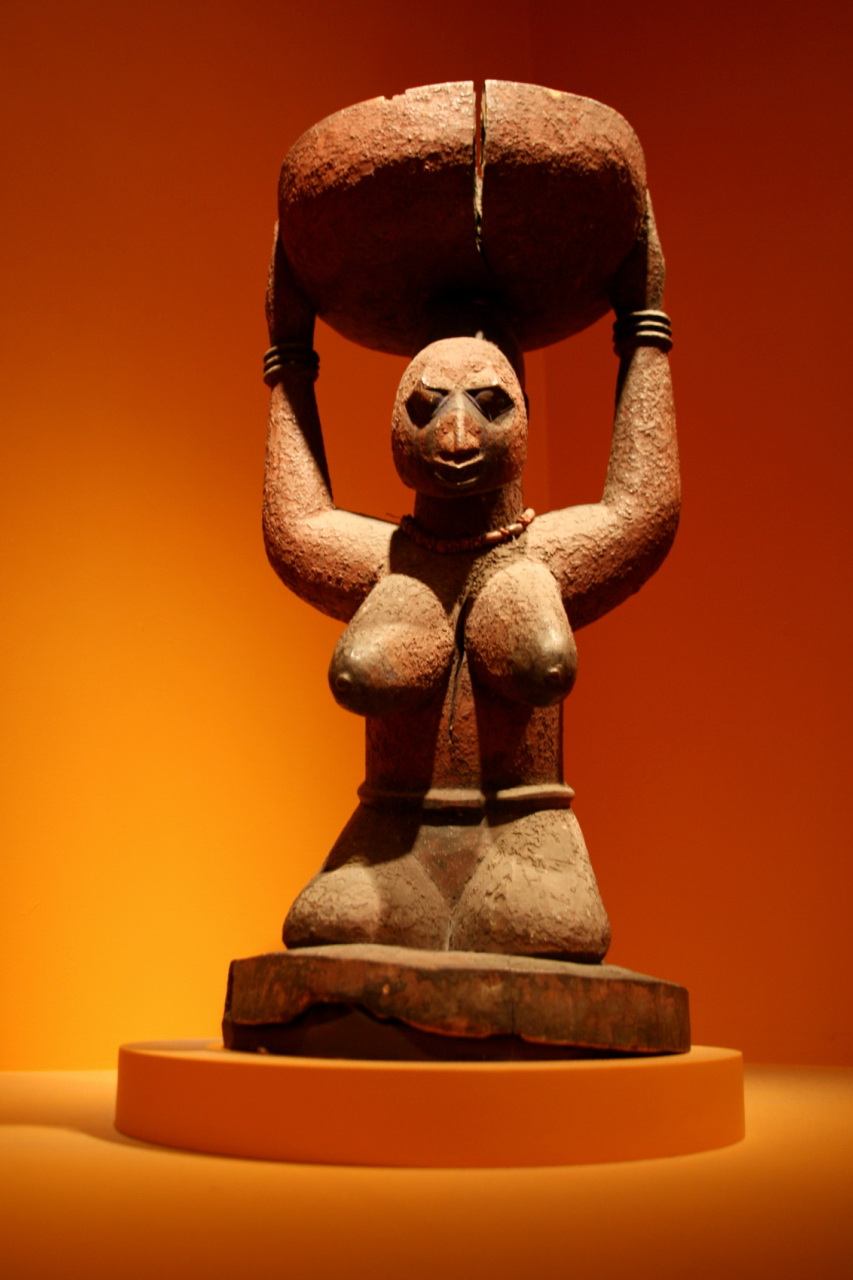
Figure féminine dans un sanctuaire de Shango, à Oke-Onigbin (en). Bois, peinture, perles.
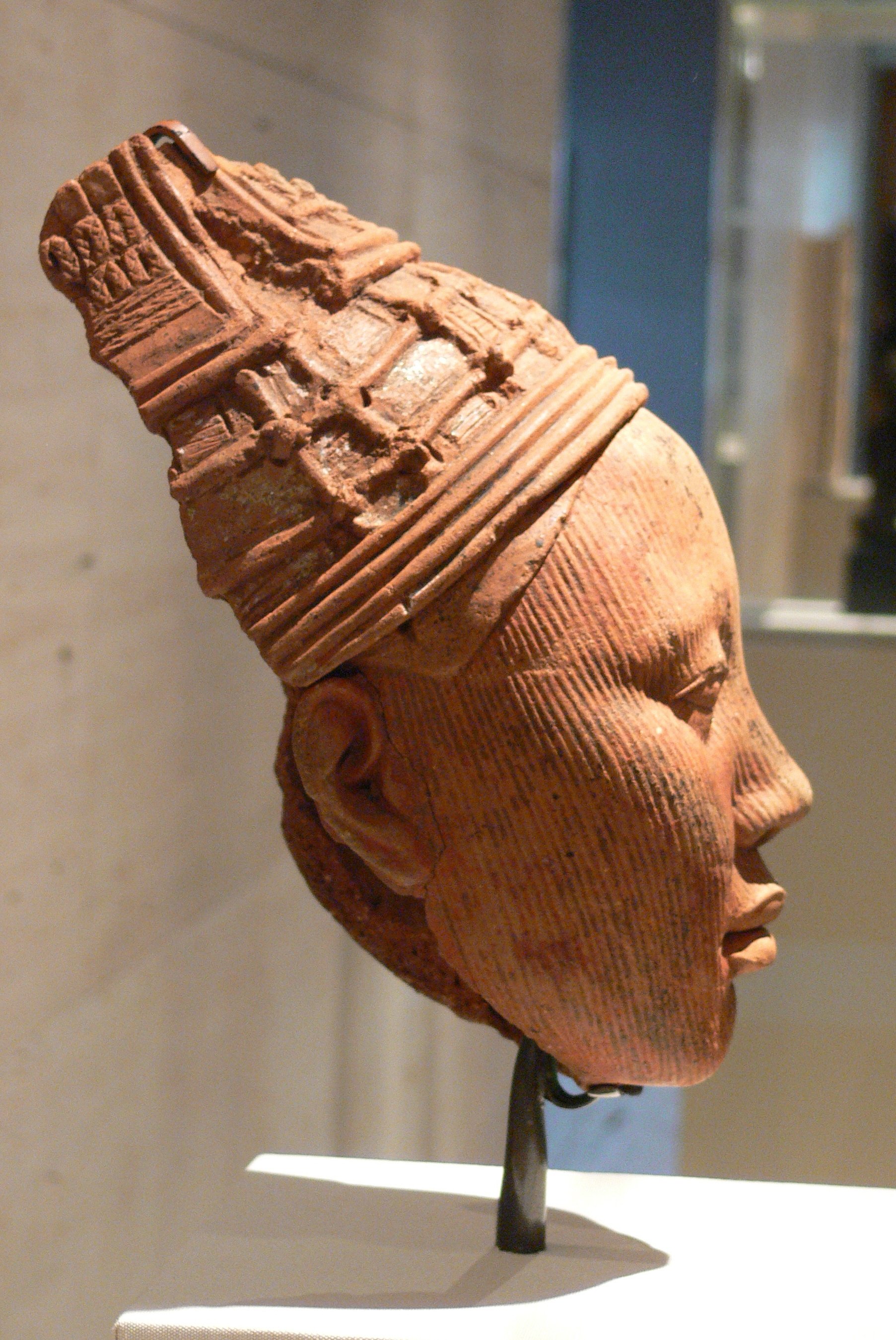
Tête, probablement celle d'un roi, XIIe – XIVe siècle, terre cuite 26,7 × 14,5 × 18,7 cm. Kimbell Art Museum (Fort Worth, Texas, États-Unis).
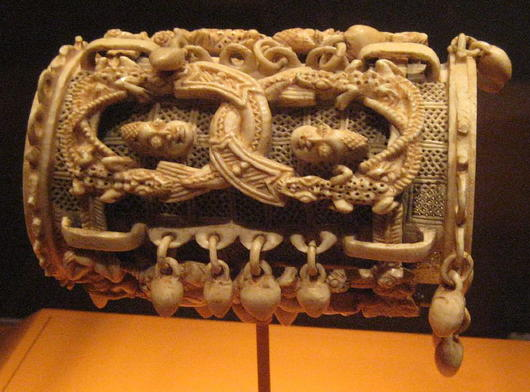
Brassard du peuple Yoruba (XIVe siècle).

## Importance des Orí dans l'art et la culture yoruba

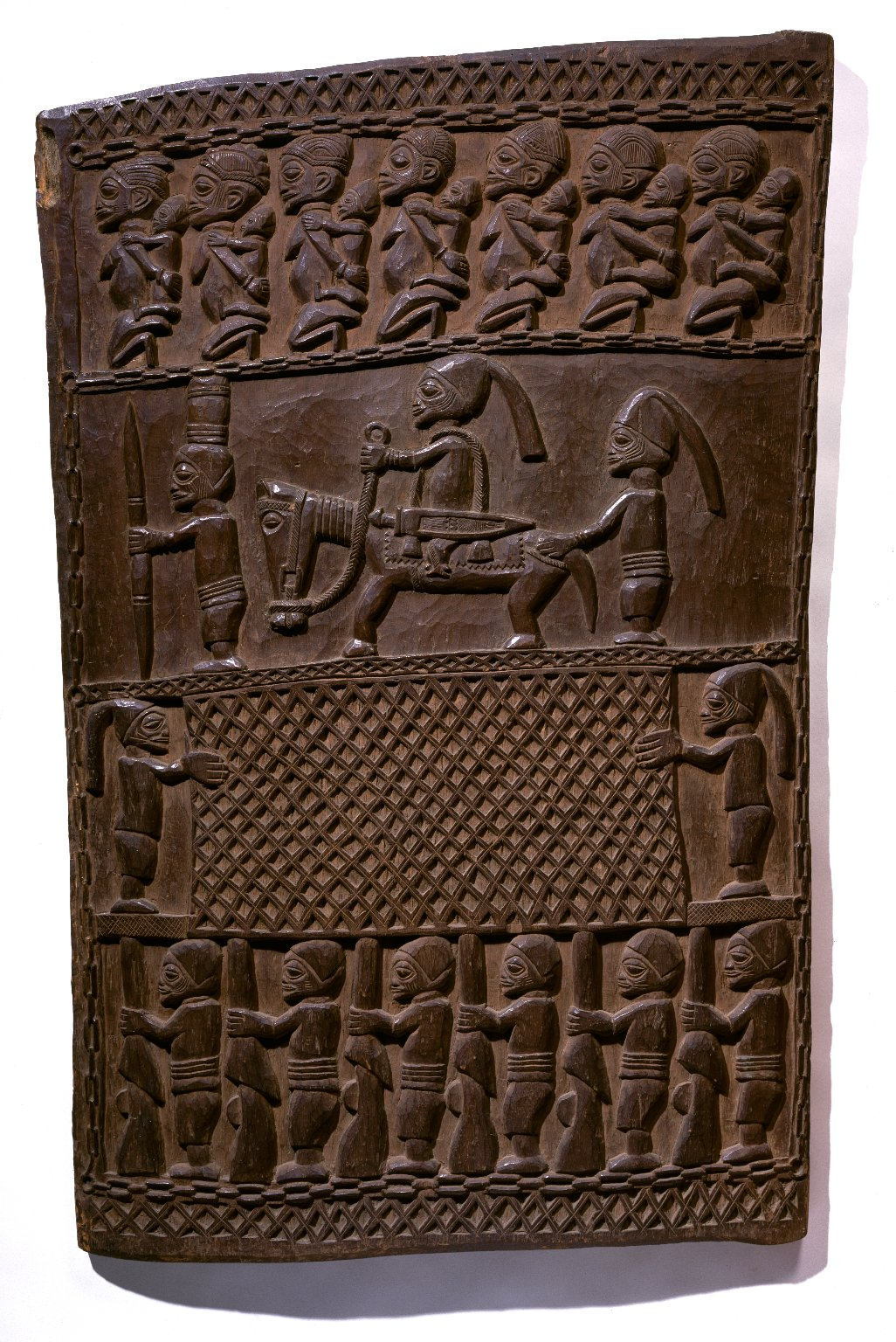
Porte en bois (Ilekun) avec motifs sculptés.

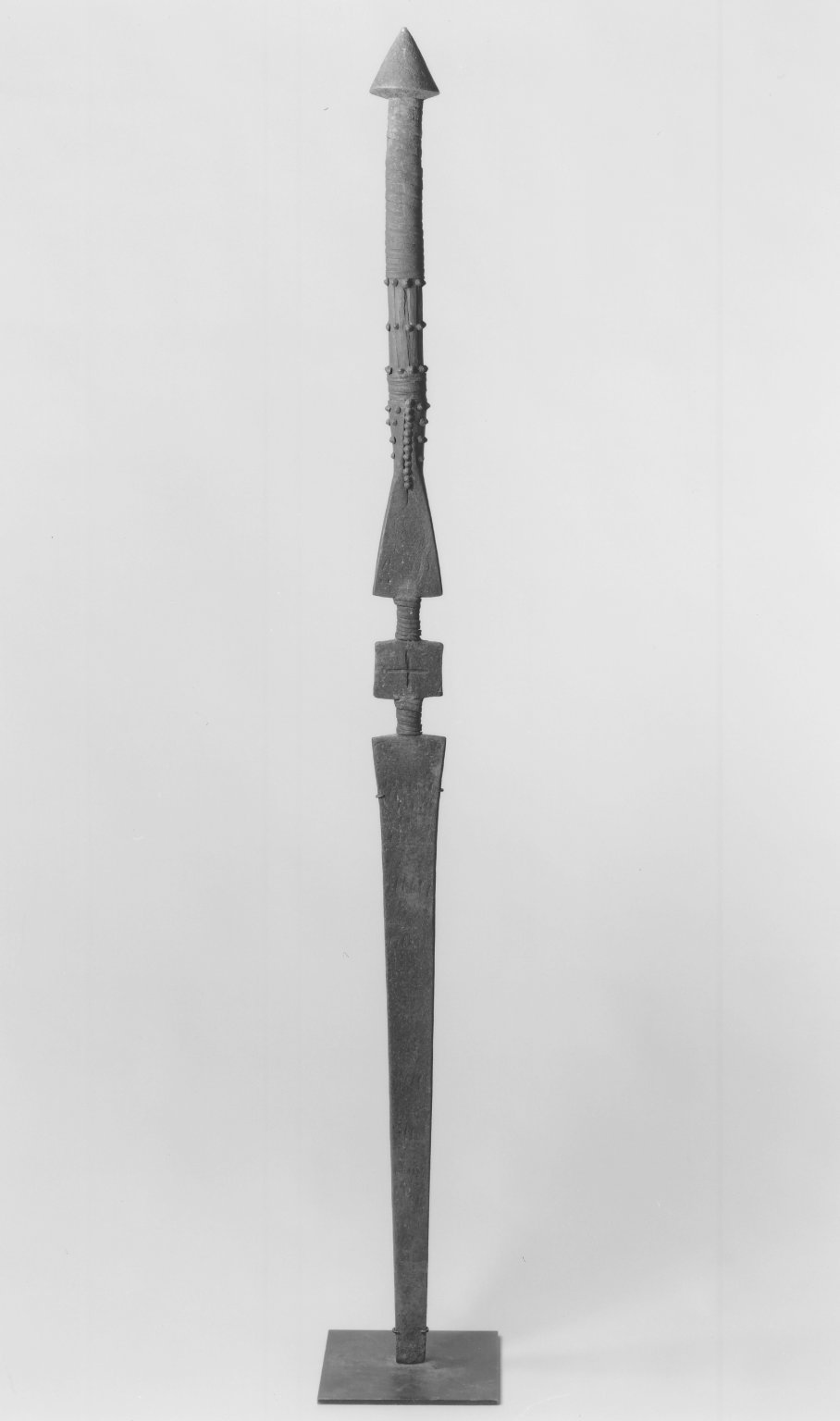
Bâton en fer et en bois (Opa Orisha Oko), XIXe siècle. Brooklyn Museum.

L'Orí-Inú, ou la tête spirituelle intérieure, est très important pour le peuple Yoruba. L’Orí-Inú est très important pour exister dans le monde. La priorité va aux Orí pour tout foyer. Ainsi, des sanctuaires sont construits dans les maisons. Un Orí est représenté visuellement par des objets symboliques lors de sacrifices ou de rituels, ou plus couramment dans les maisons, par des têtes en terre cuite. Les Orí peuvent généralement déterminer l’issue de la vie de chaque personne. Avant d'être mis en terre, chaque personne doit sélectionner son propre Orí. Ajala peut parfois produire de mauvais Orí, ce qui peut affecter la vie de ces personnes. Des sacrifices et des rites ont également lieu afin de satisfaire Orí-Isese, qui est le souverain suprême de tous les Orí. Les fonctions principales des sacrifices sont de conjurer le mal et d’apporter la bonne fortune et le bonheur.

## Anonymat et paternité dans l'art africain
La question de l’anonymat et de la paternité a longtemps troublé le domaine de l’histoire de l’art africain, en particulier en ce qui concerne les disparités politiques entre l’Afrique et l’Occident. De telles informations étaient, au moins au début, rarement recherchées sur le terrain et jugées inutiles, voire indésirables, par de nombreux collectionneurs. Susan Mullin Vogel (en) a identifié un autre paradoxe. « Dans leurs propres sociétés », écrit-elle, « les artistes africains sont connus et même célèbres, mais leurs noms sont rarement conservés en lien avec des œuvres spécifiques. [...] Le plus souvent, le sculpteur africain devient pratiquement sans importance dans la vie de l'objet d'art une fois son œuvre achevée. [...] Les cultures préservent les informations qu'elles valorisent. »
Le problème de l'anonymat dans l'art yoruba en particulier est troublant dans le contexte de la culture yoruba où « il est absolument impératif pour les individus de reconnaître l'identité et la présence de l'autre à chaque instant, [et où] il existe une salutation spéciale pour chaque occasion et chaque moment de la journée ».
Plusieurs noms d'artistes yoruba sont connus, notamment :
- Bangboshe d'Osi Ilorin
- Bandele Areogun d'Osi
- Maître d'Ikare
- Lamidi Olonade Fakeye (en)
- Olowe d'Ise

## Arts du métal
Les forgerons yoruba créent des sculptures en fer, en les battant à la main, en les soudant et en les coulant. Ogun est honoré comme le dieu du fer.
Les métallurgistes créent également des sculptures en laiton par moulage à la cire perdue. Le laiton est considéré comme incorruptible par la société Ògbóni (en).

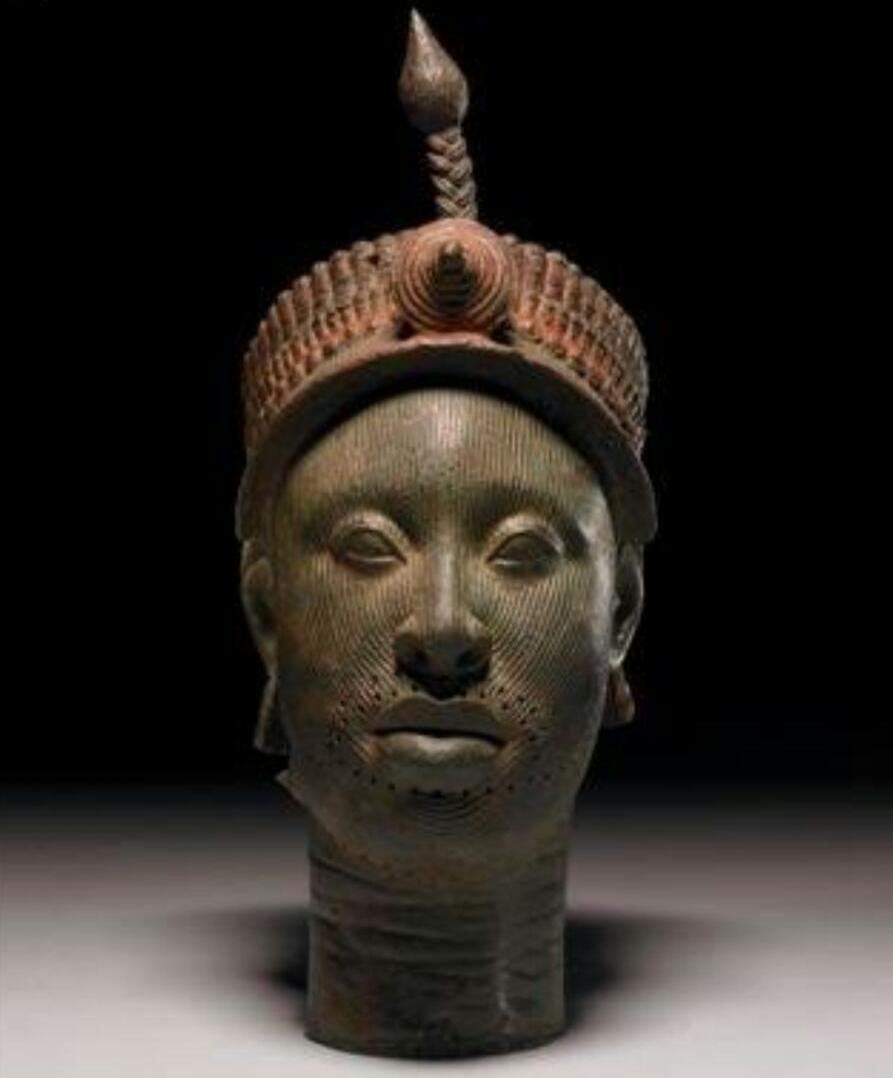
Tête d'Ife en bronze et laiton, XIIe – XVe siècle. British Museum.
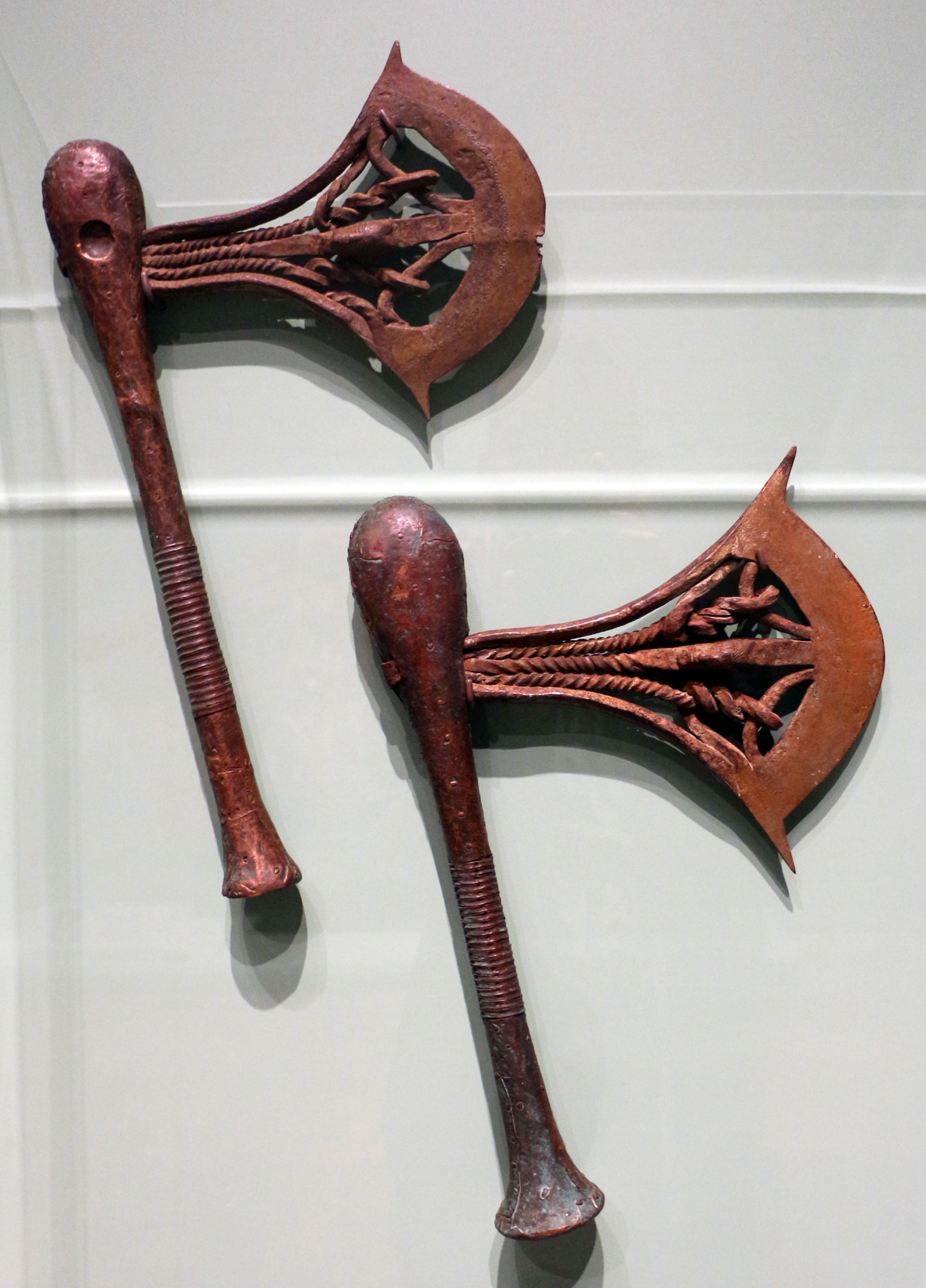
Haches cérémonielles, XVIIIe siècle. D'Owo (État d'Ondo, Nigéria). Speed Art Museum (Louisville, Kentucky, États-Unis)
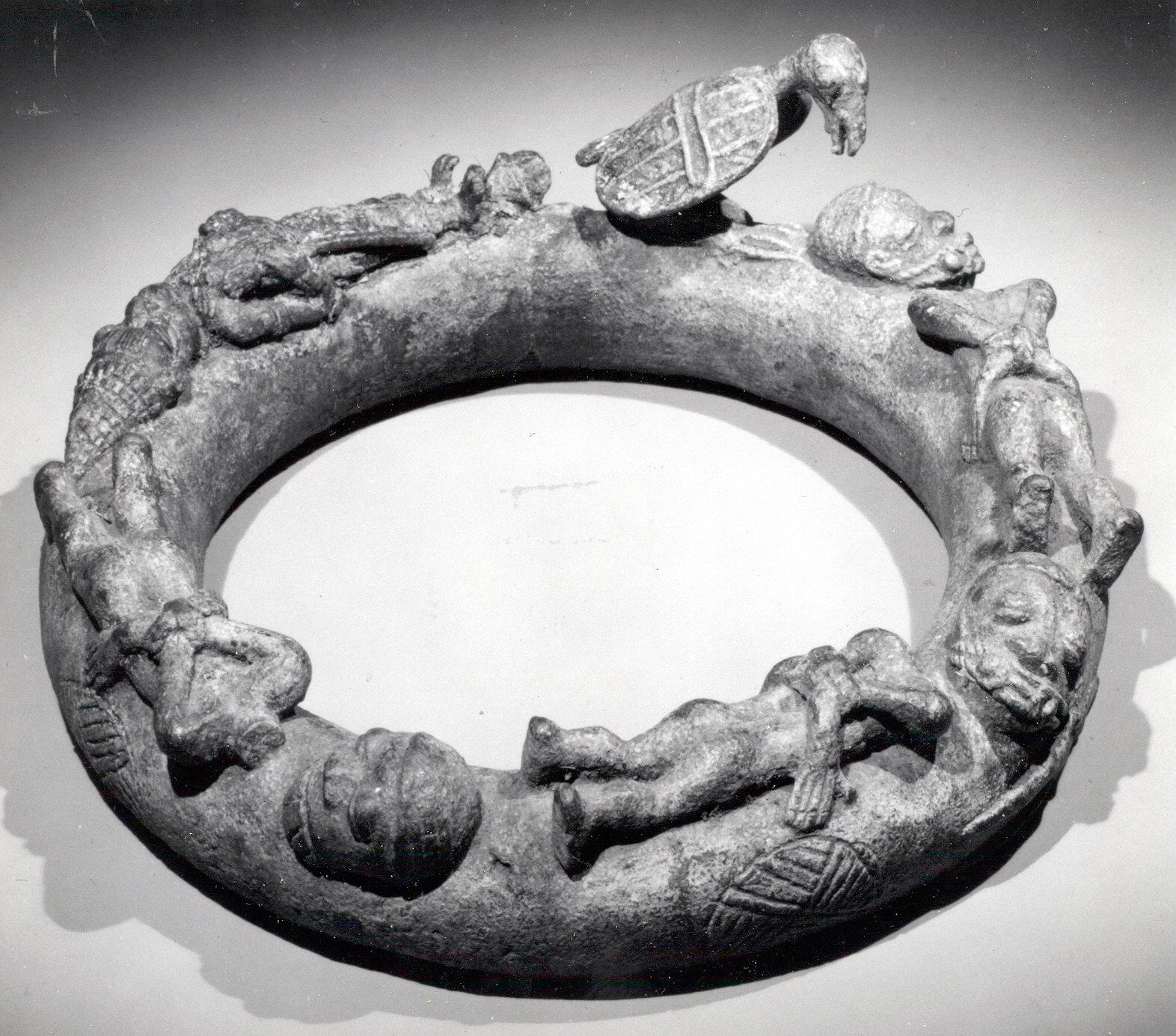
Anneau d'autel Ife, XVIe siècle, alliage de laiton ou de cuivre.
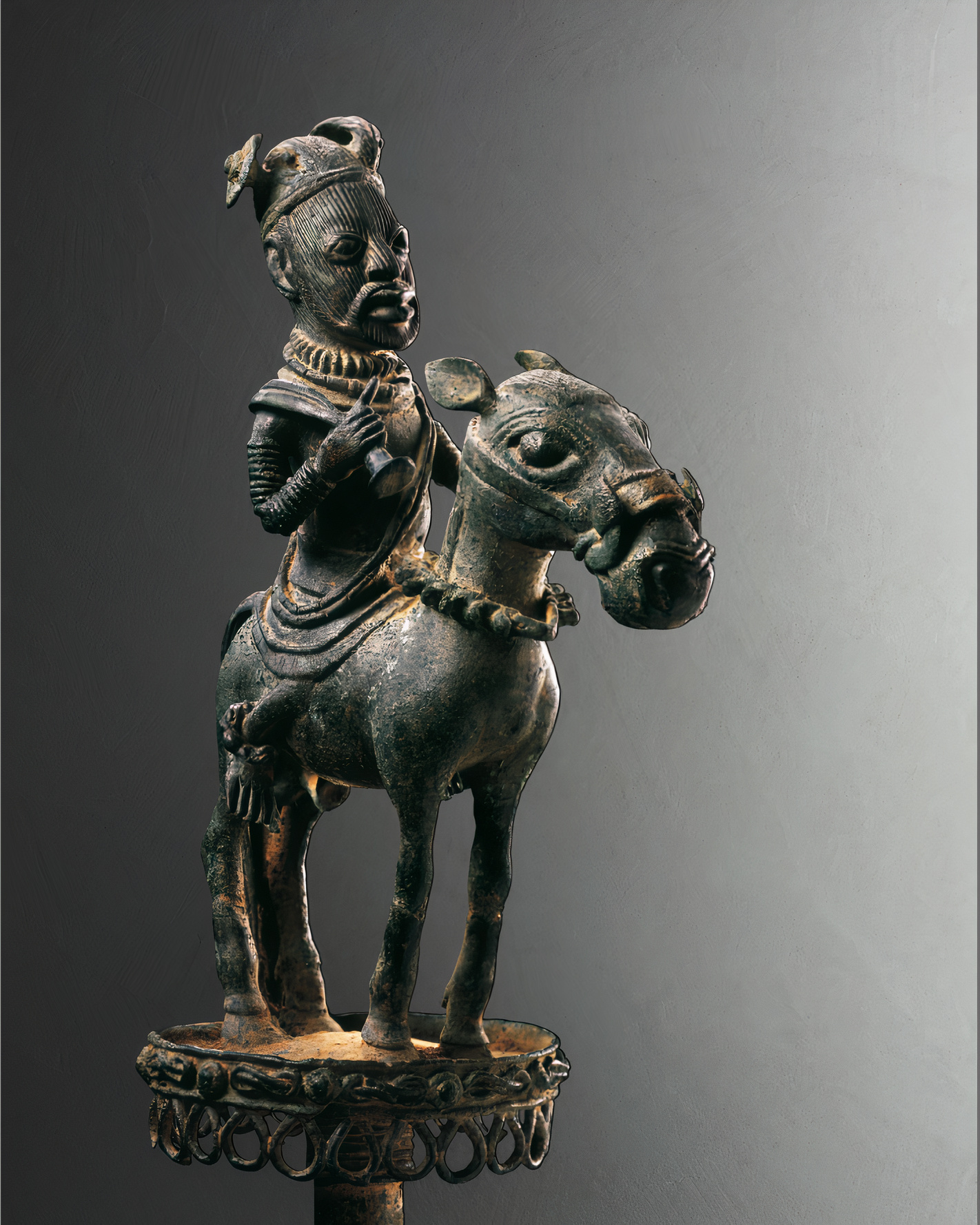
Sceptre en alliage de cuivre orné d'une figure équestre représentant un roi ou un noble de haut rang d'Ife, XIIe – XIIIe siècle. Les stries faciales verticales, caractéristiques de l'art primitif d'Ife, sont évidentes.
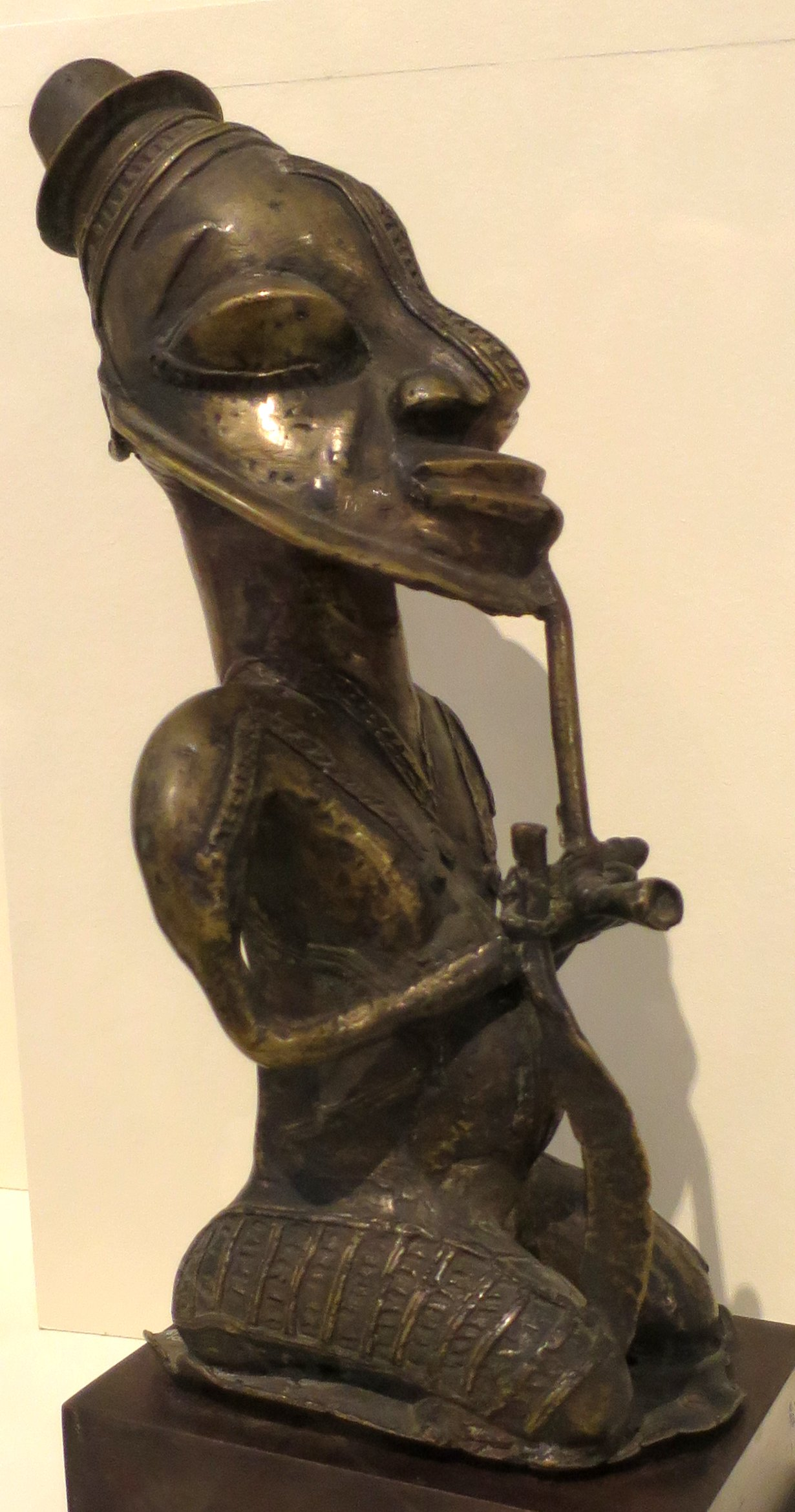
Figure masculine (Onile), fin du XIXe siècle-début du XXe siècle, bronze coulé. Musée d'art d'Honolulu (Hawaï, États-Unis).
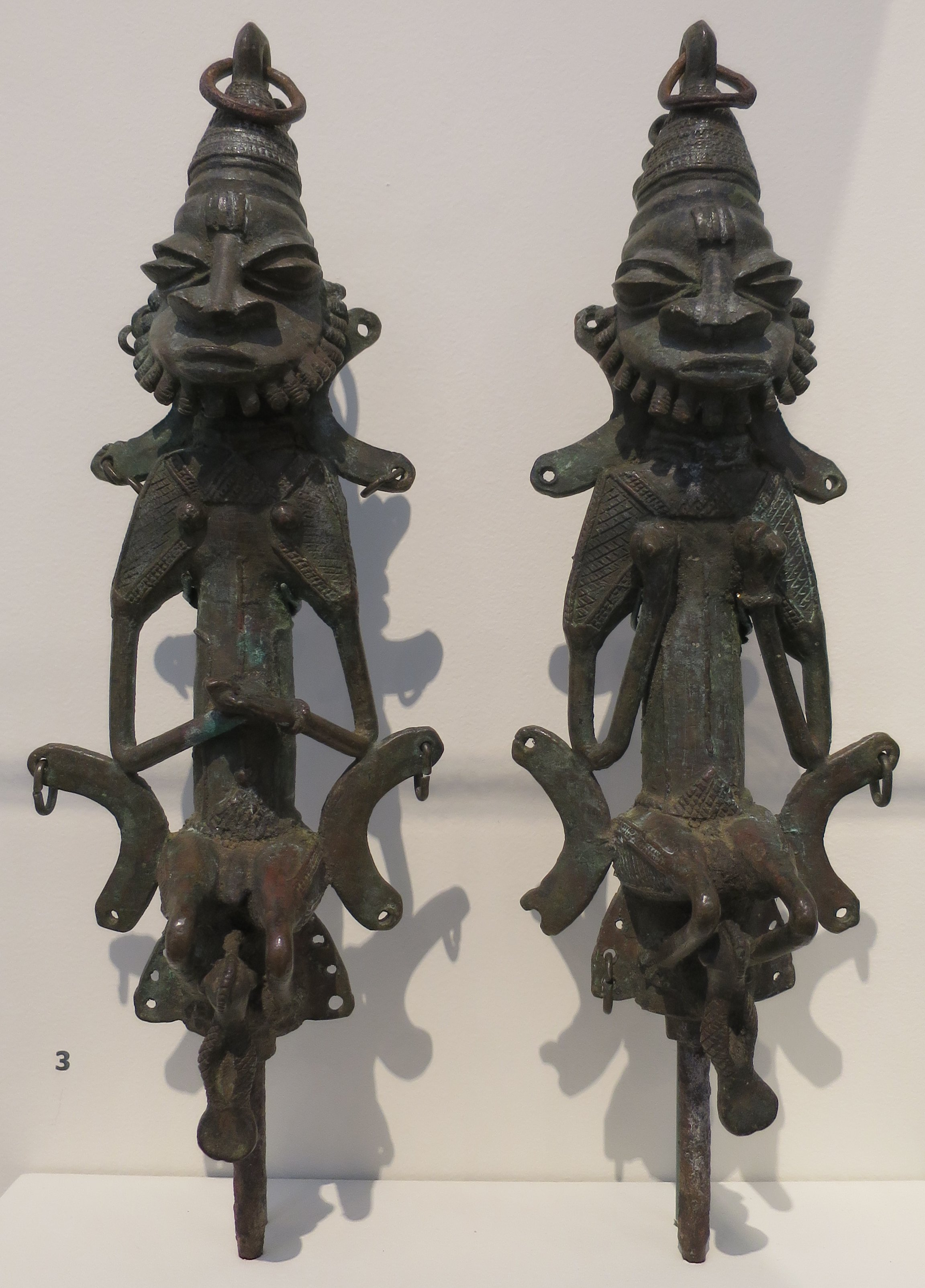
Paire de bâtons (Edan Ogboni), couple homme et femme, XIXe siècle, bronze coulé et fer. Musée d'art d'Honolulu.
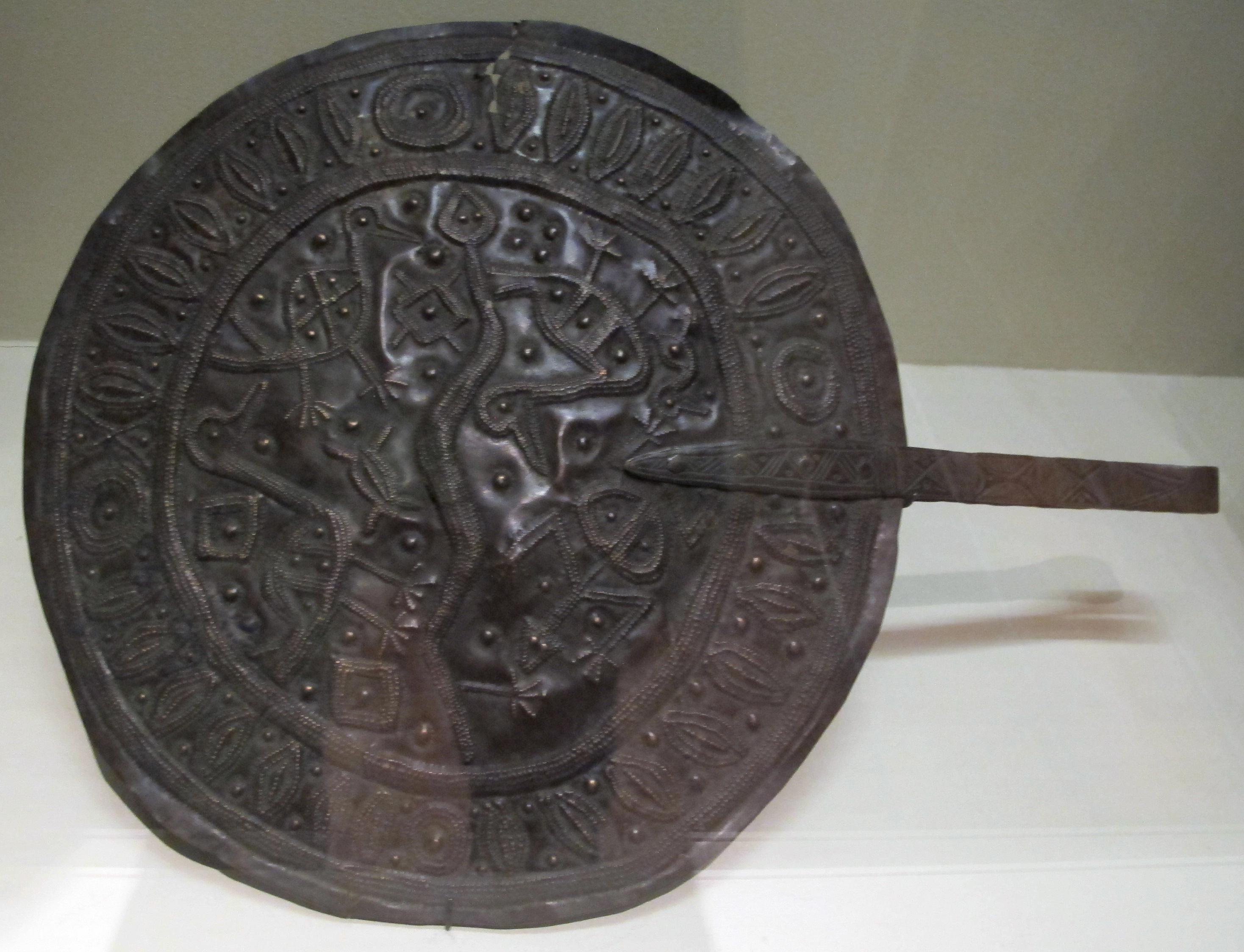
Éventail en laiton (Abebe), l'un des objets rituels associés à la déesse yoruba Osun.
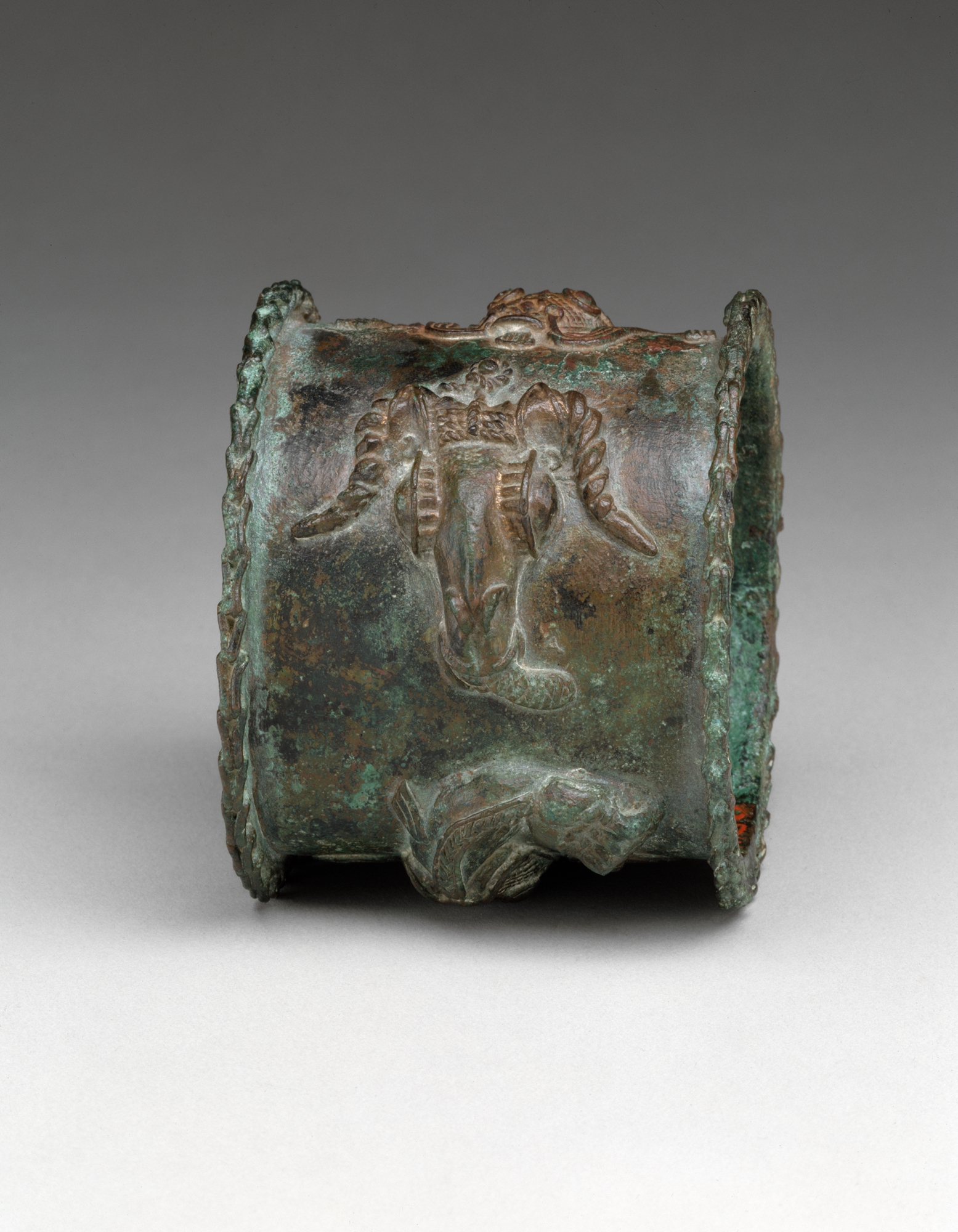
Bracelet en laiton Ijebu représentant une tête de bélier, XVIIIe siècle.
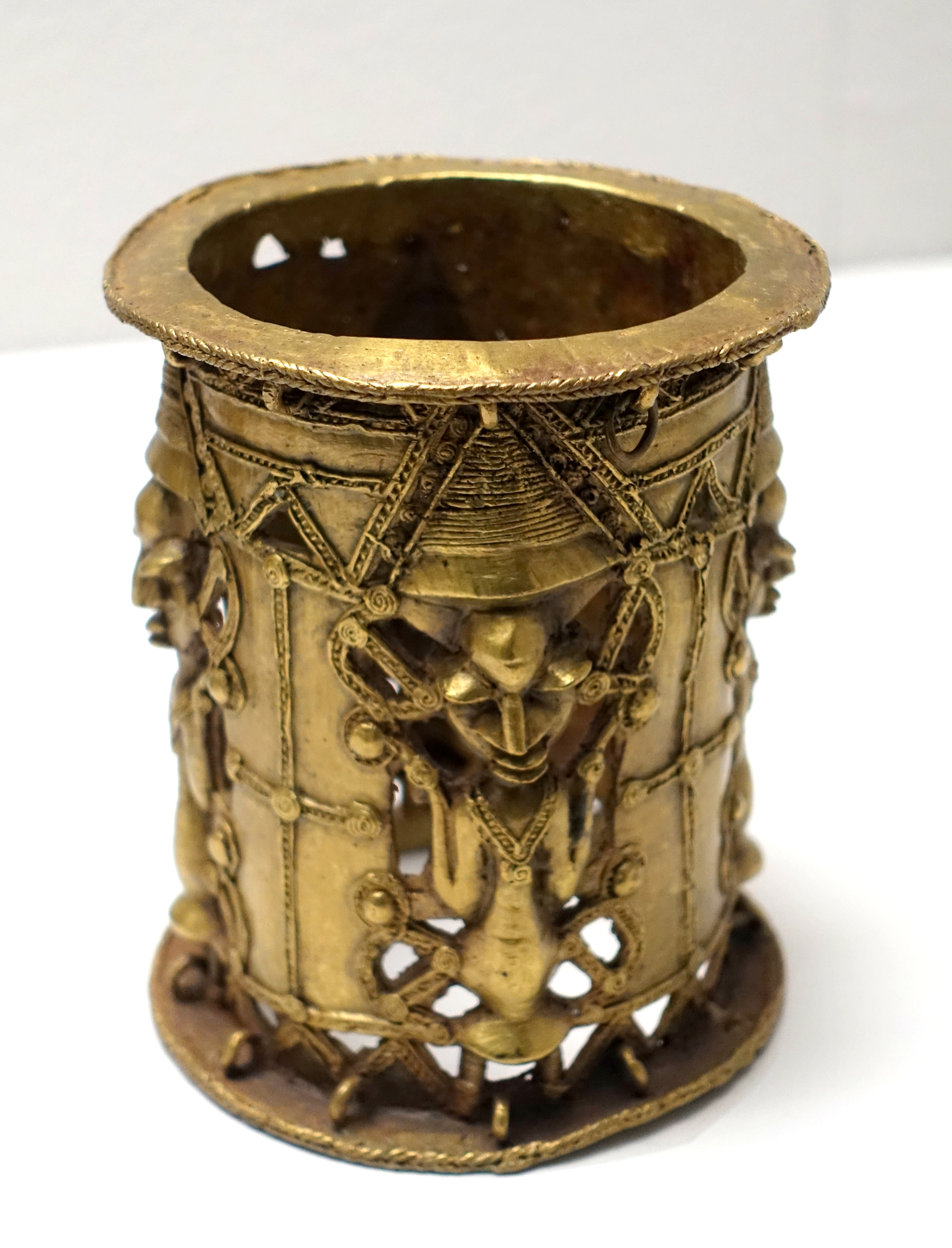
Brassard ou support de récipient en laiton, Ijebu, Yoruba, XIXe siècle.
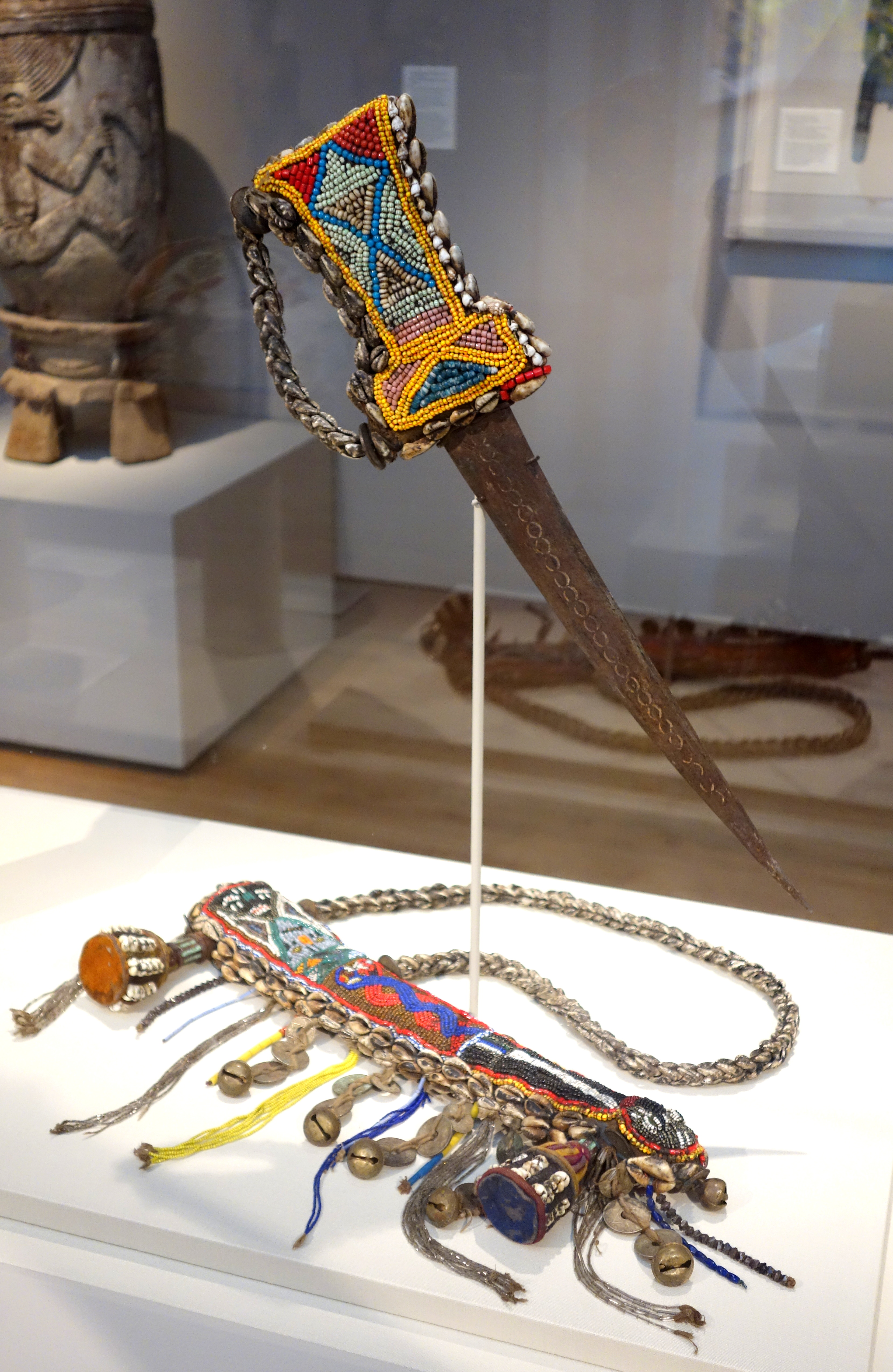
Épée et fourreau perlés, Nigéria, peuple Yoruba ; perles, métal, tissu, pièces de monnaie, laiton, coquillages cauris, cuir. Musée d'art Chazen.
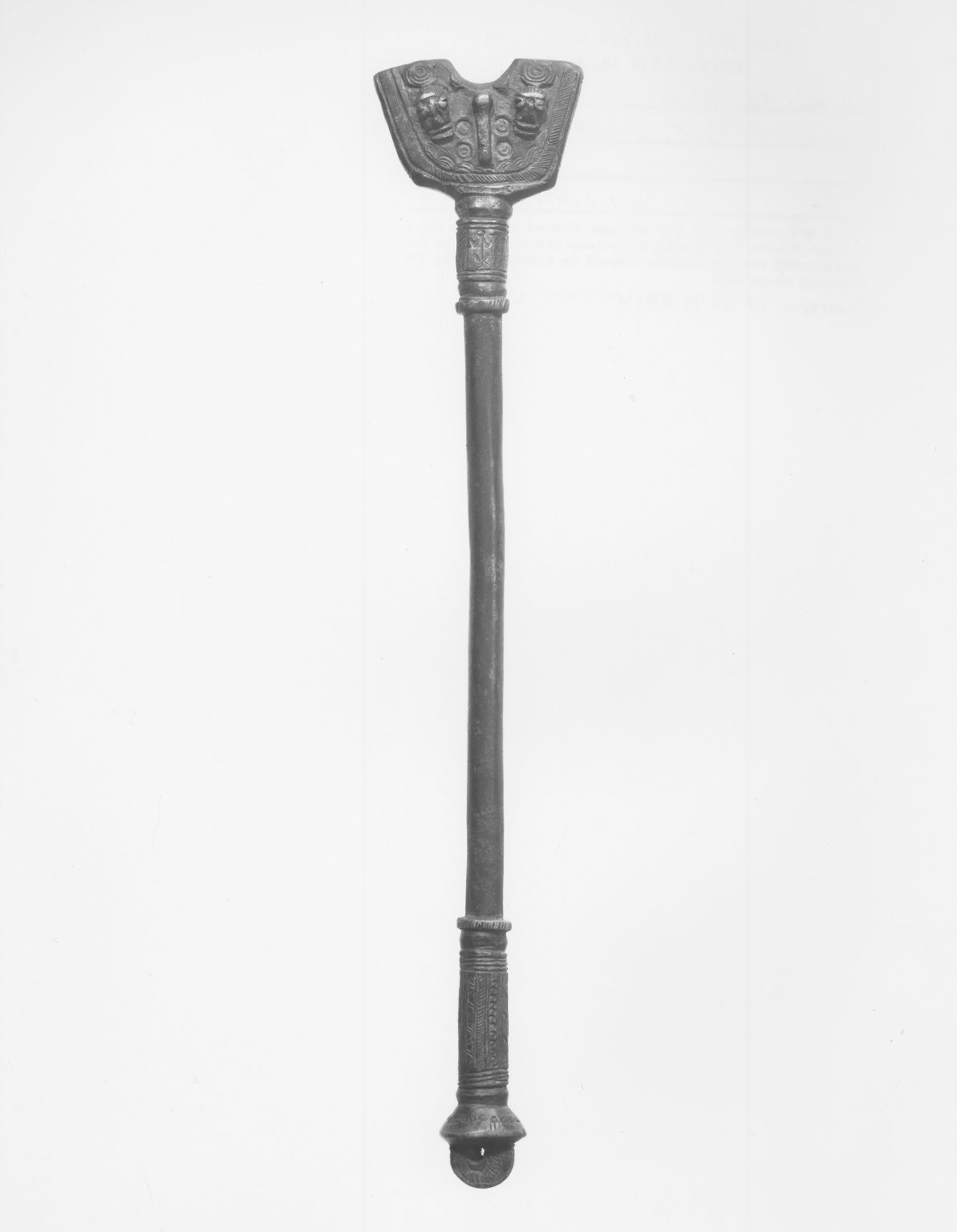
Bâton de cérémonie Shango, XIXe siècle. Brooklyn Museum.

## Ivoire et bois

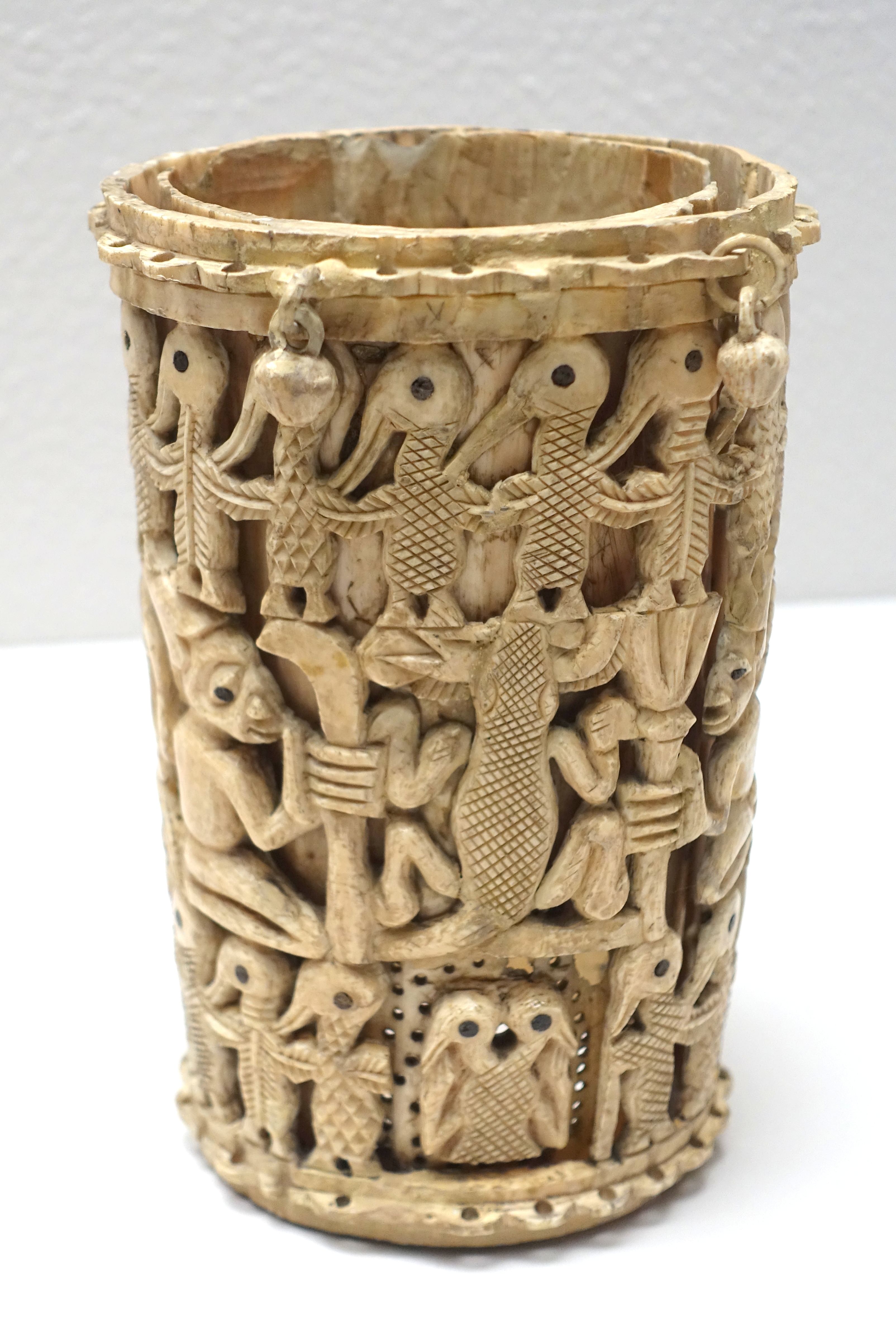
Brassard, Owo, Yoruba, XVIIIe siècle, ivoire. Musée ethnologique de Berlin.
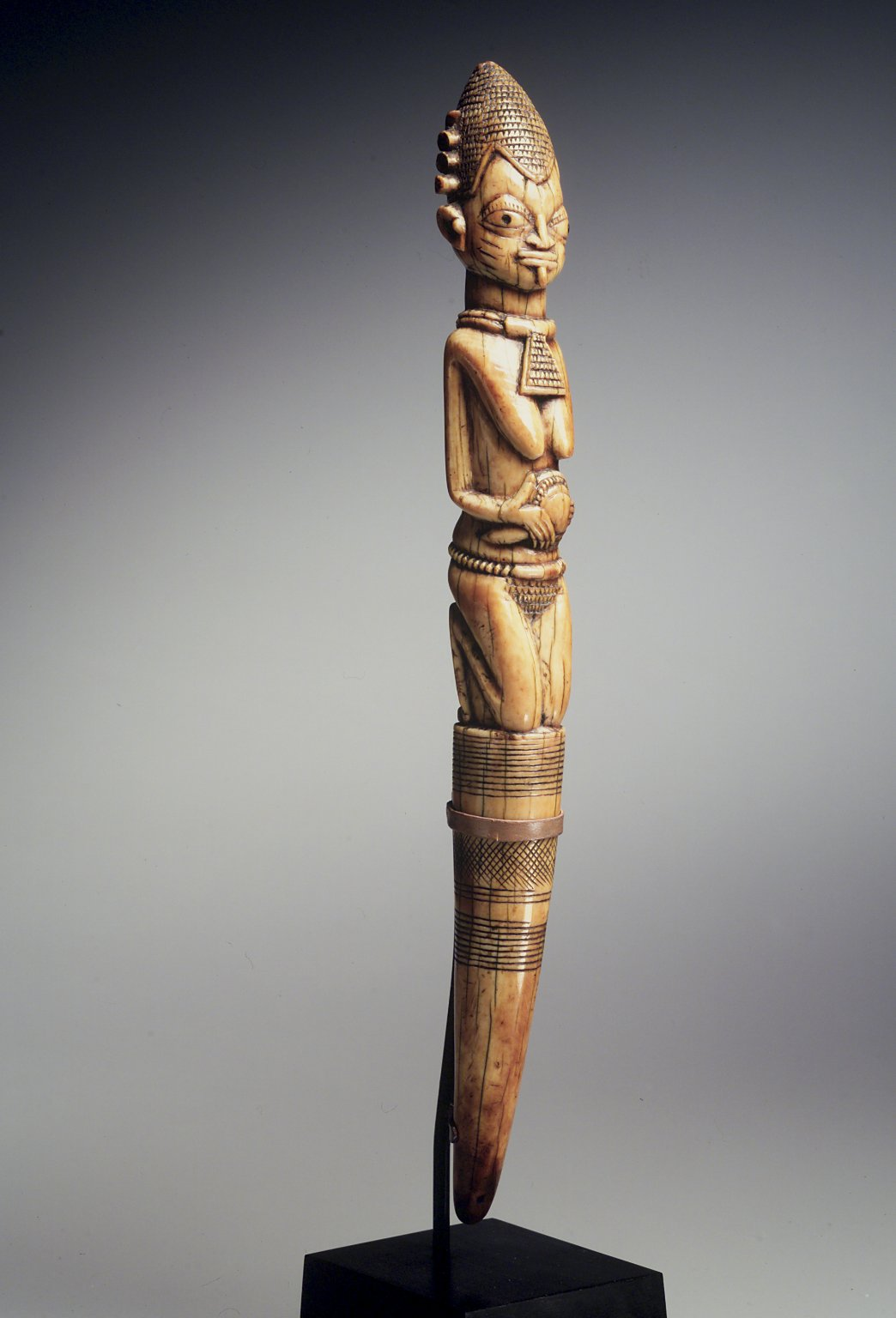
Saigneur de divination en ivoire (iroke ifa) du XVIIIe siècle, région d'Owo . Brooklyn Museum.
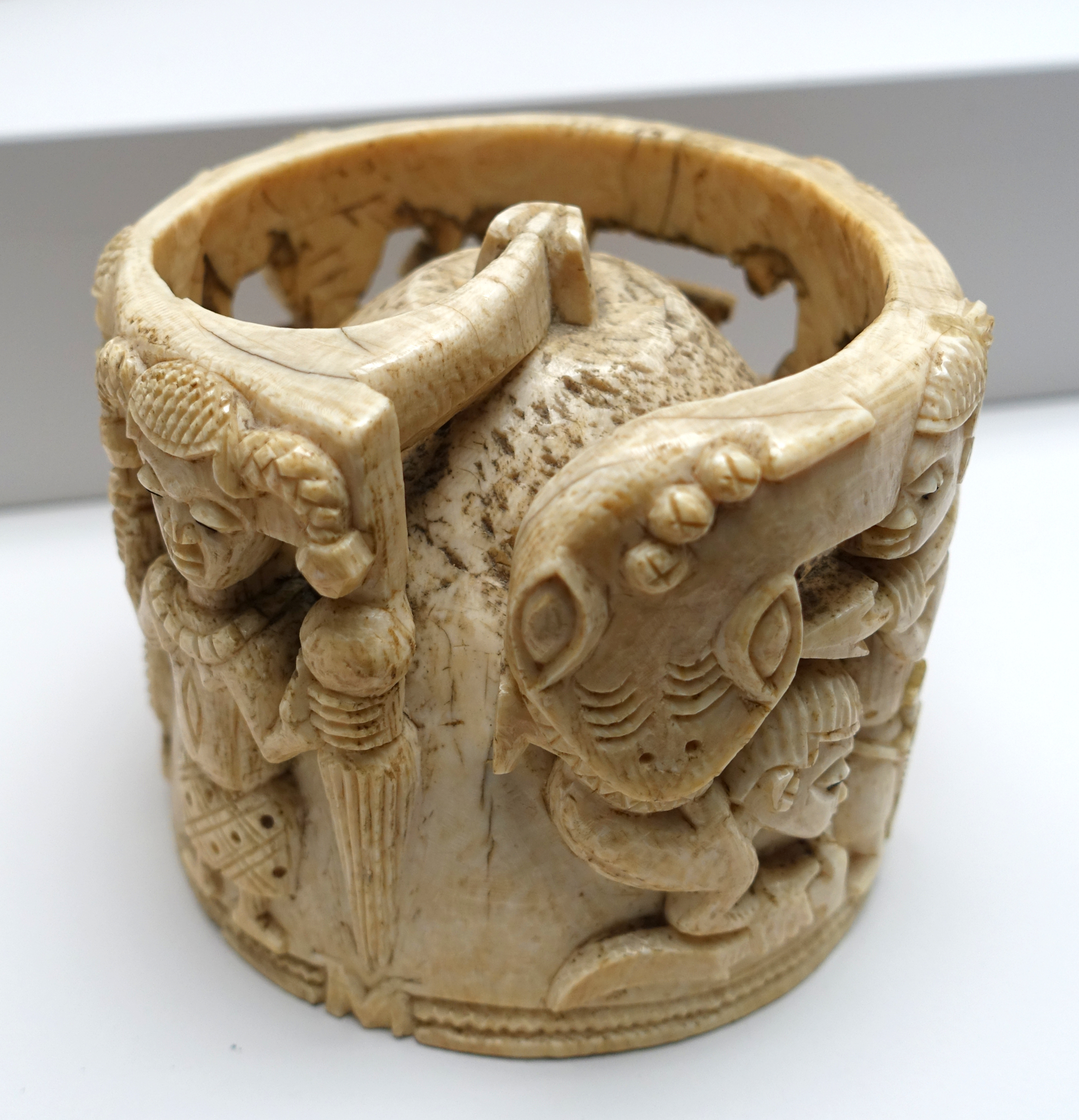
Couvercle de récipient en ivoire, Owo, Yoruba, années 1700.
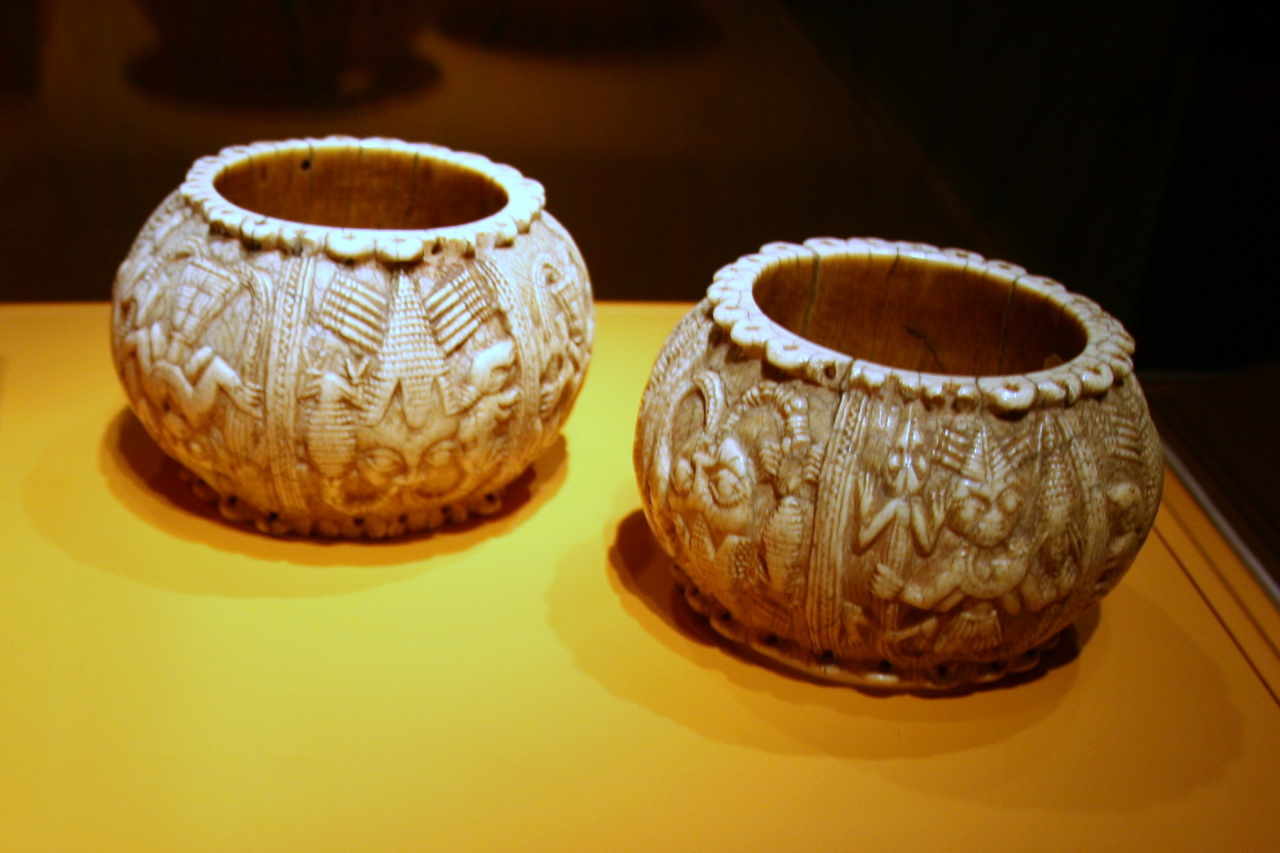
Brassards en ivoire, région Owo du Yorubaland, XVIe siècle. Cette paire particulière faisait peut-être partie de la tenue de cérémonie des Olowo.
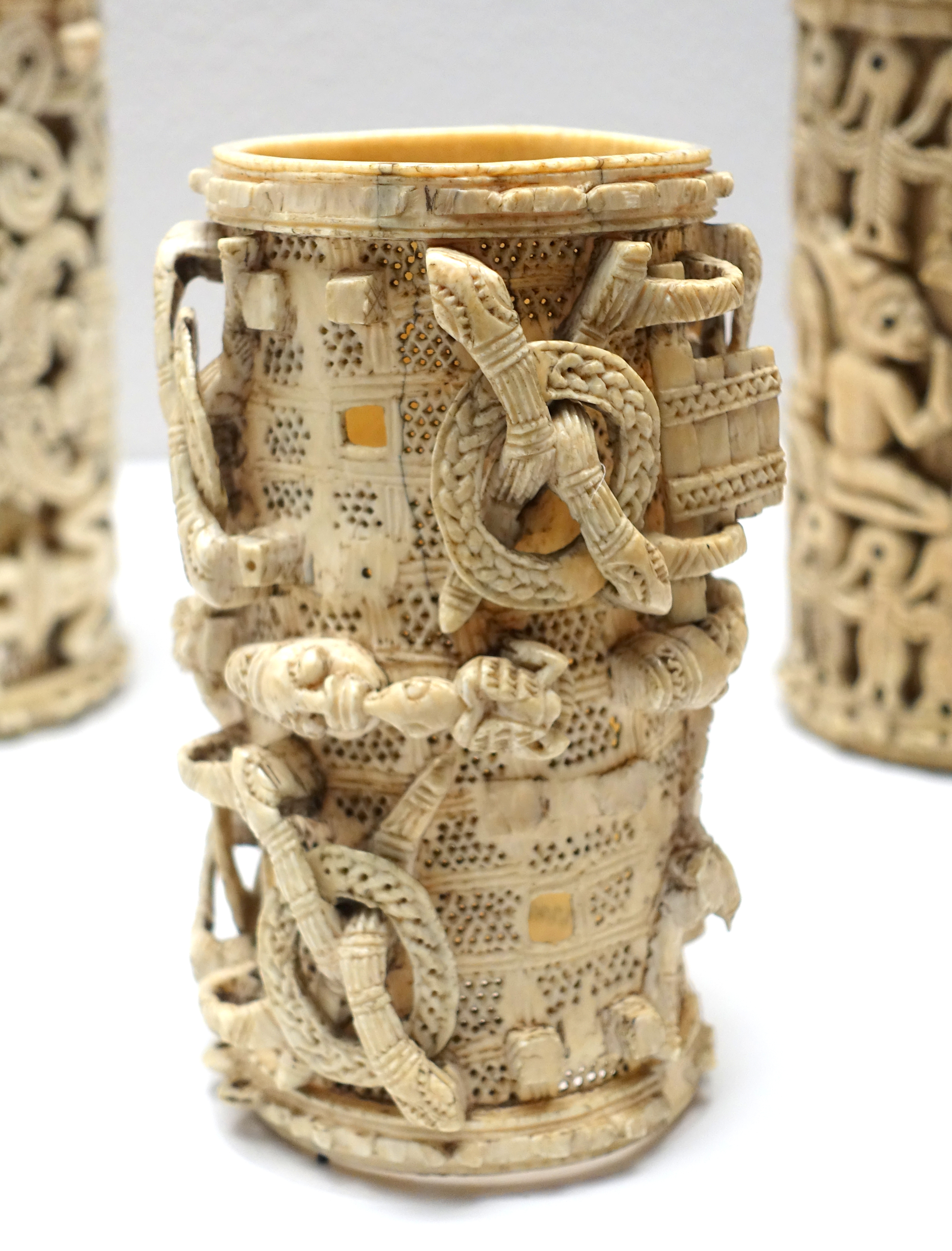
Brassard de cérémonie d'Owo, XVIIIe siècle, ivoire. Musée ethnologique de Berlin.
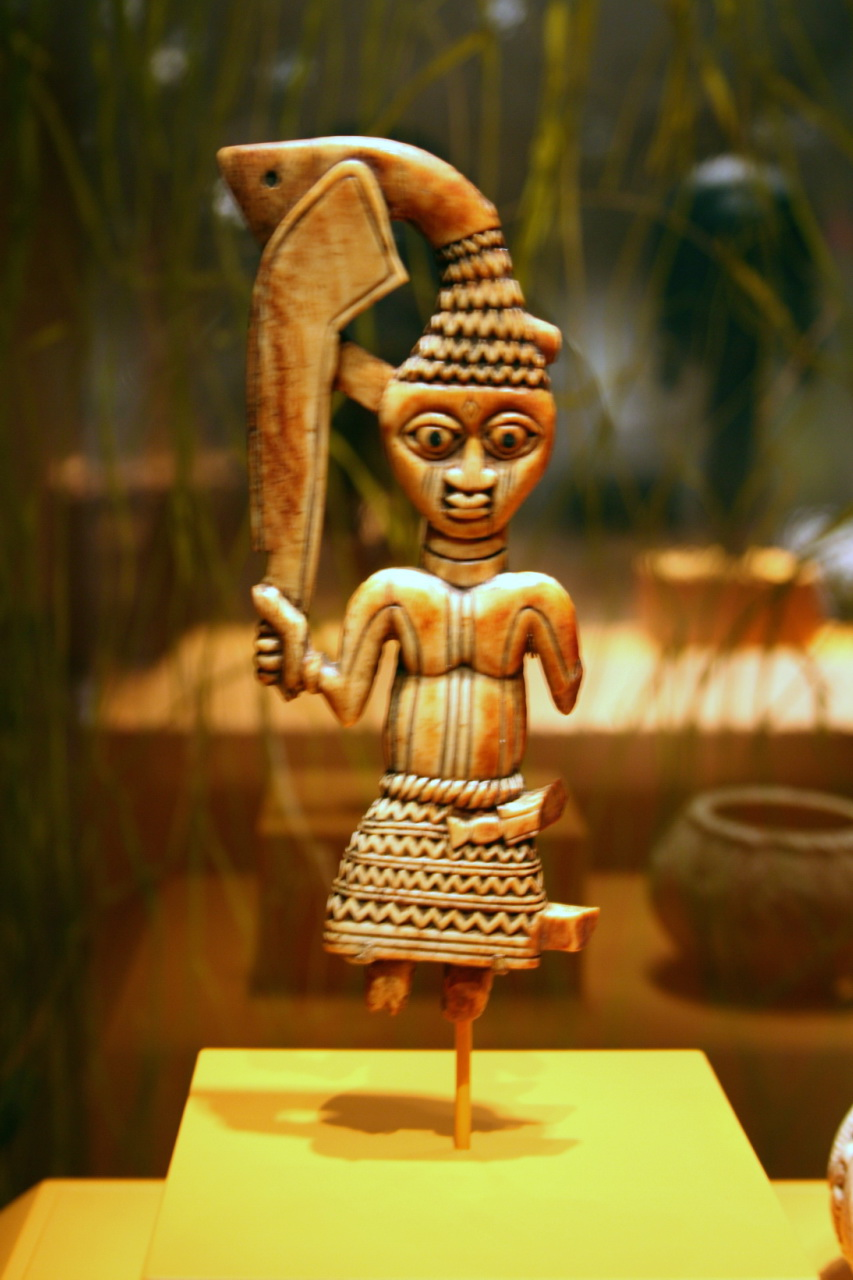
Fragment d'épée cérémonielle en ivoire, Udamaloore, Owo, XIXe siècle.

## Terre cuite

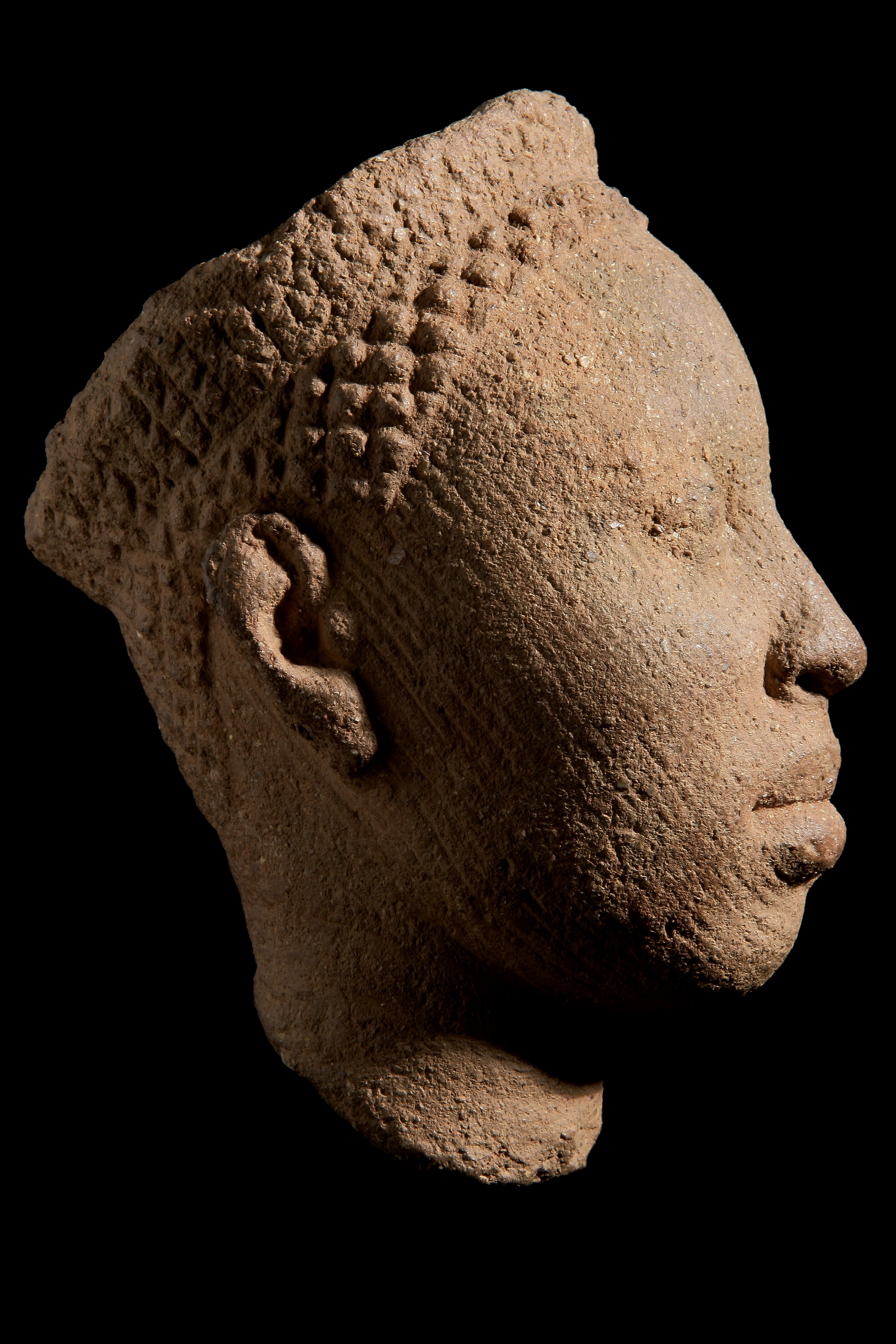
Tête d'Ifé en terre cuite datant du XIVe siècle. Les têtes (Orí) occupent une place prépondérante dans les premières formes artistiques d'Ife.
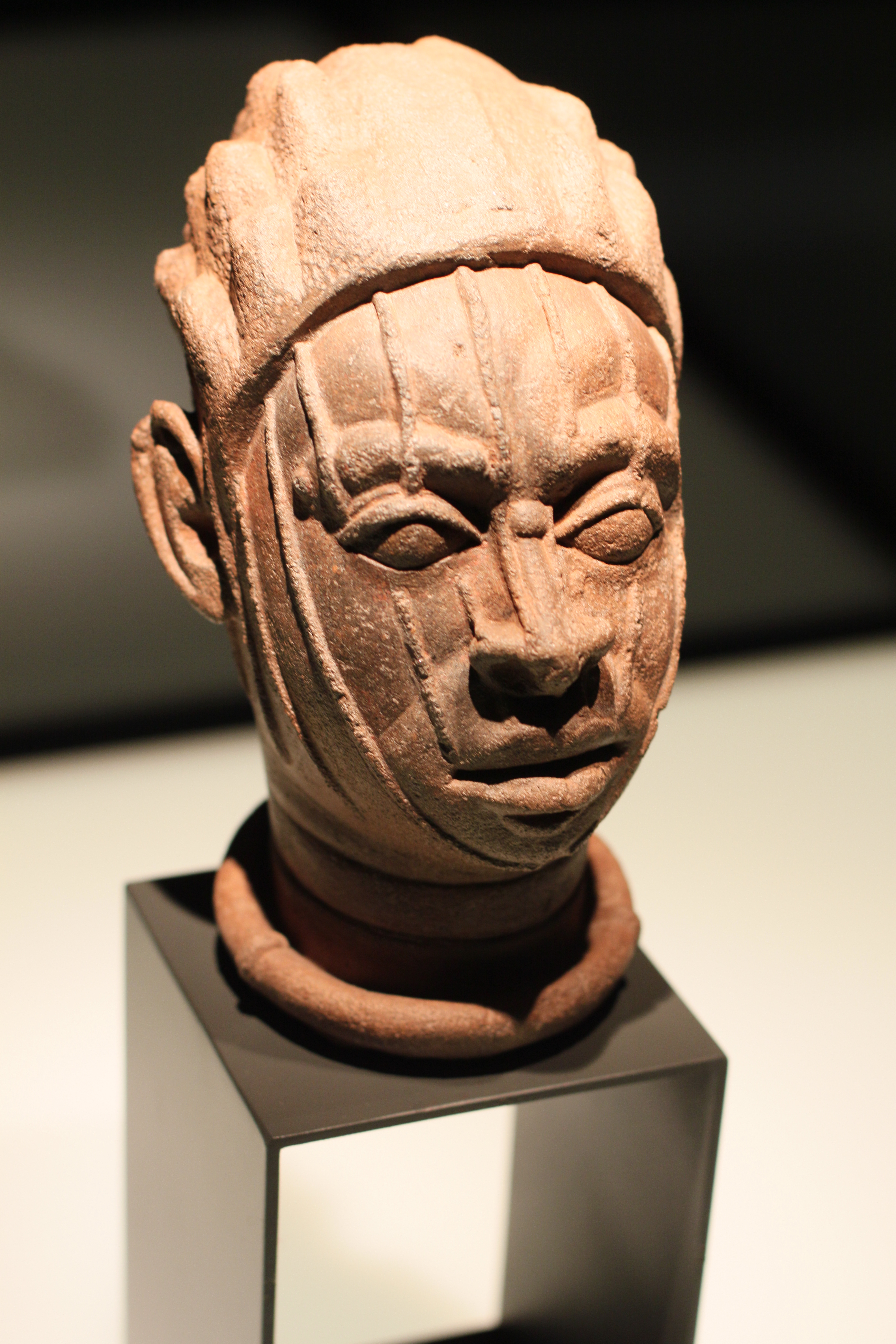
Tête commémorative avec stries faciales verticales typiques des têtes d'Ife, Nigéria, XIIe siècle, terre cuite. Musée ethnologique de Berlin.
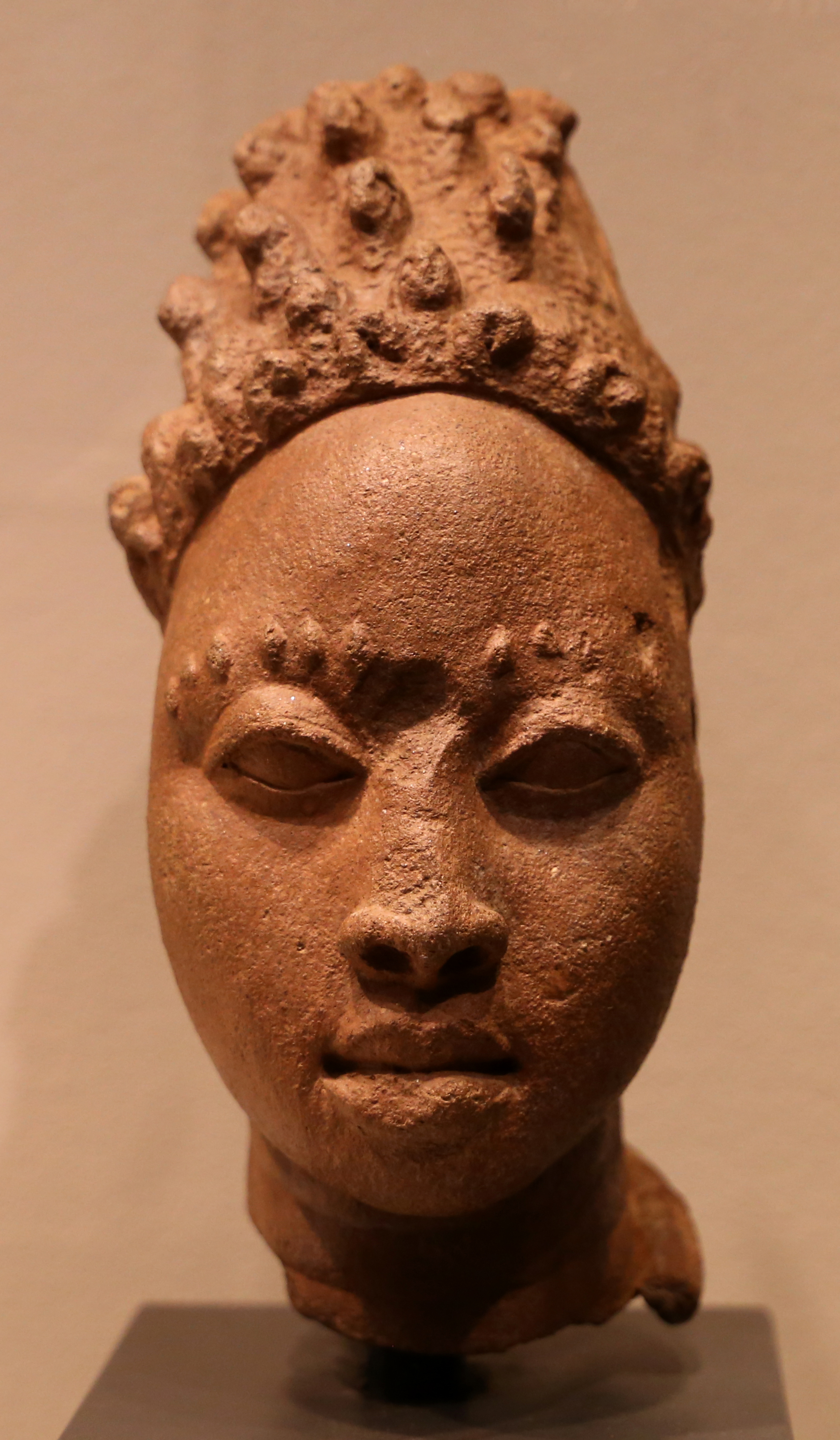
Tête d'Ife commémorative d'un roi ou d'un notable avec marquage/scarification tribale au-dessus des yeux, terre cuite, XIIe – XVe siècle.

## Masques yoruba
La tendance de nombreuses cosmologies africaines à identifier le corps comme un véhicule incarnant l’âme sur terre a encouragé l’utilisation métaphorique de la mascarade dans un but similaire. Egúngún, Gèlèdé et Epa font partie des nombreux types de création de masques pratiqués par les Yoruba.

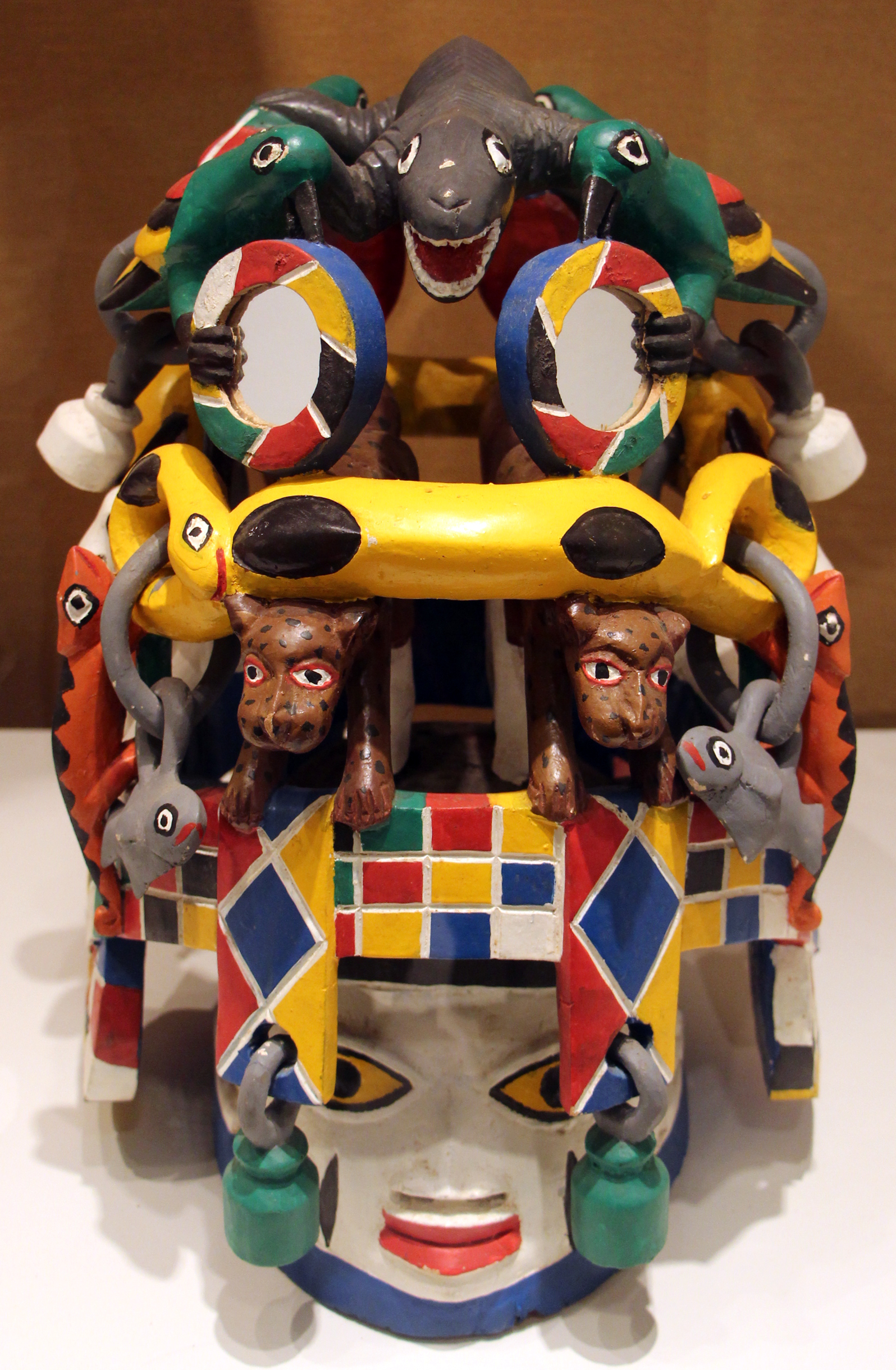
Masque Gèlèdé. Musée Afro Brasil (São Paulo, Brésil).
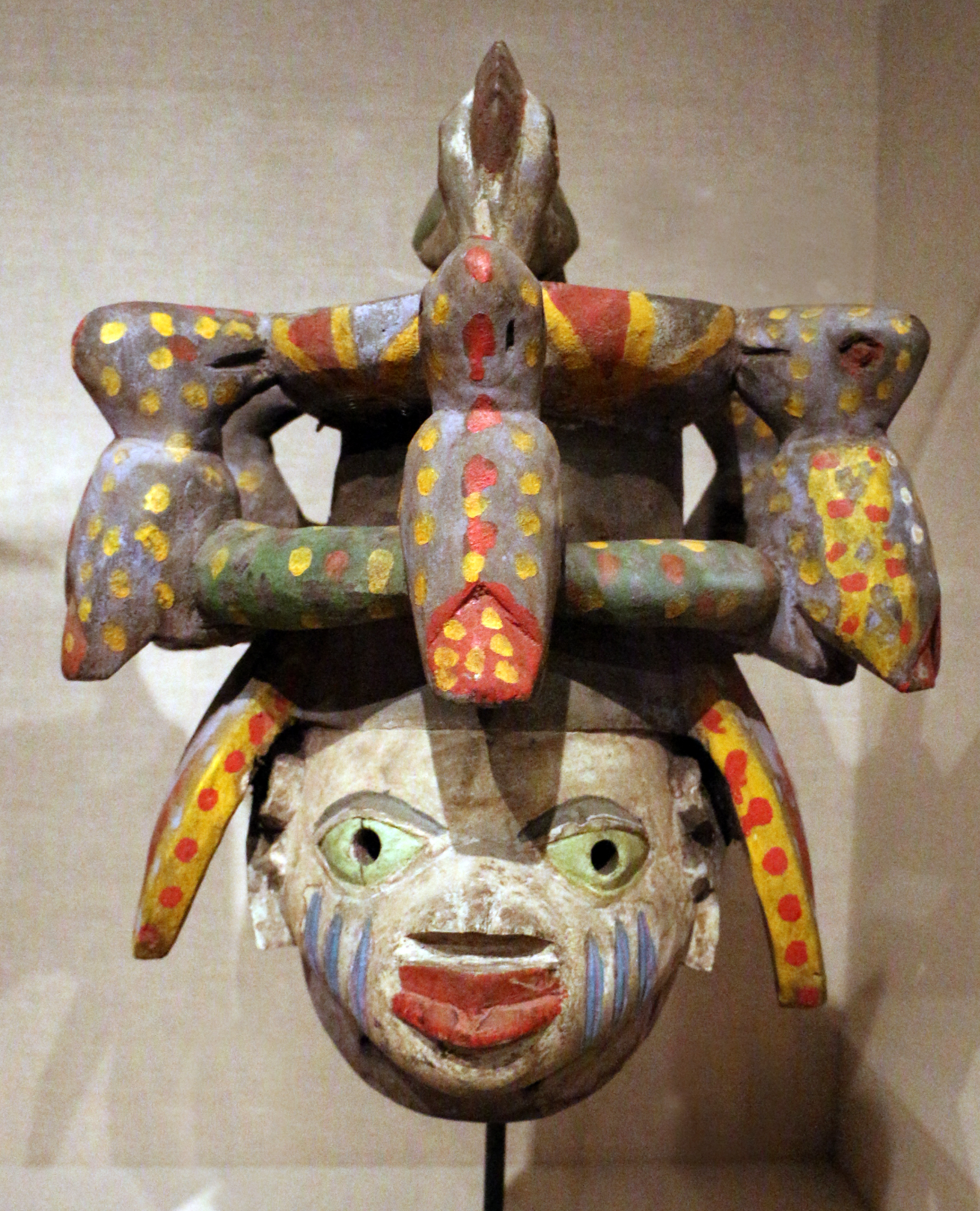
Masque aux 7 oiseaux, XIXe – XXe siècle. Detroit Institute of Arts (États-Unis).
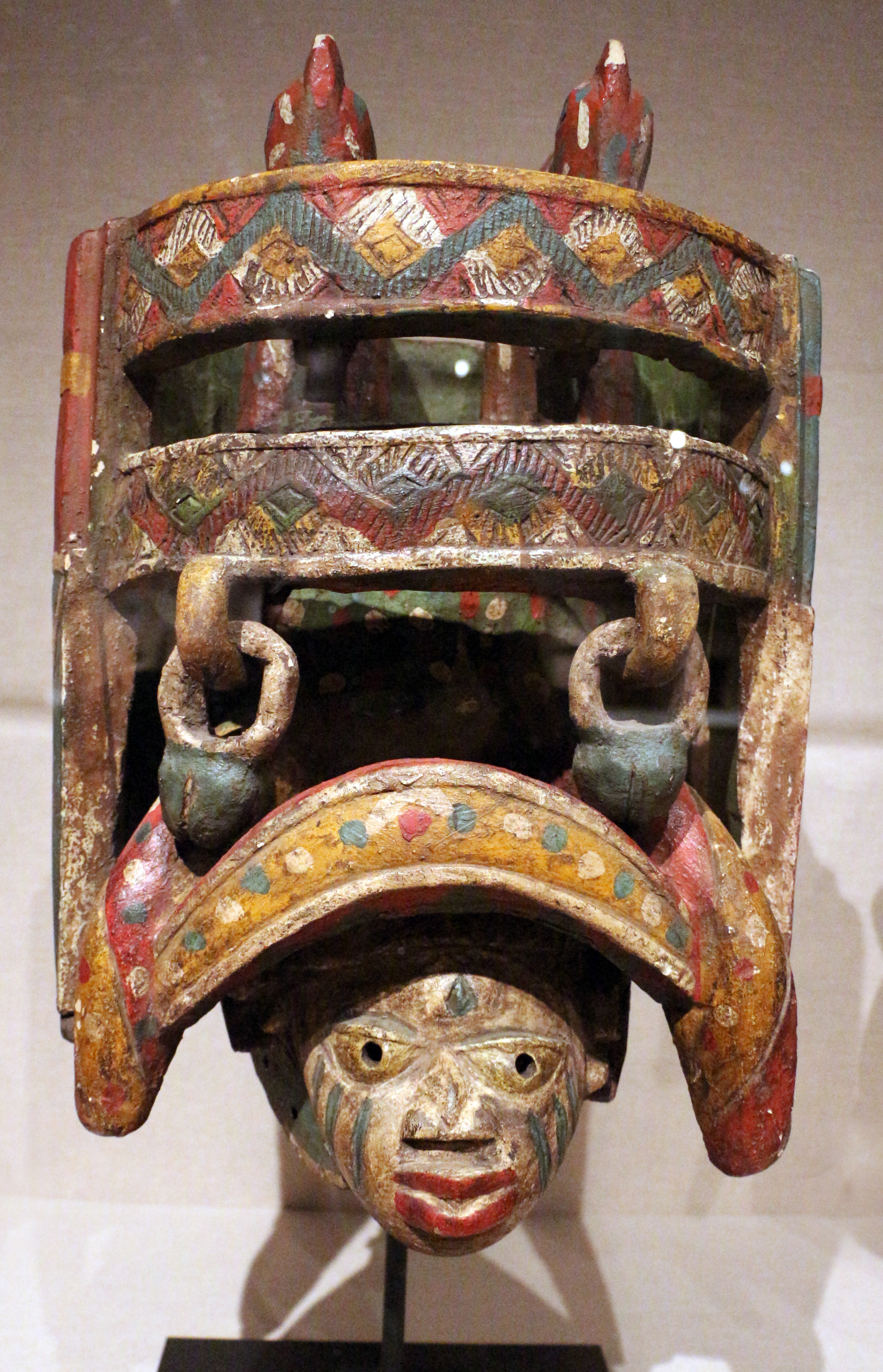
Masque avec superstructure et deux oiseaux, XIXe – XXe siècle. Detroit Institute of Arts.
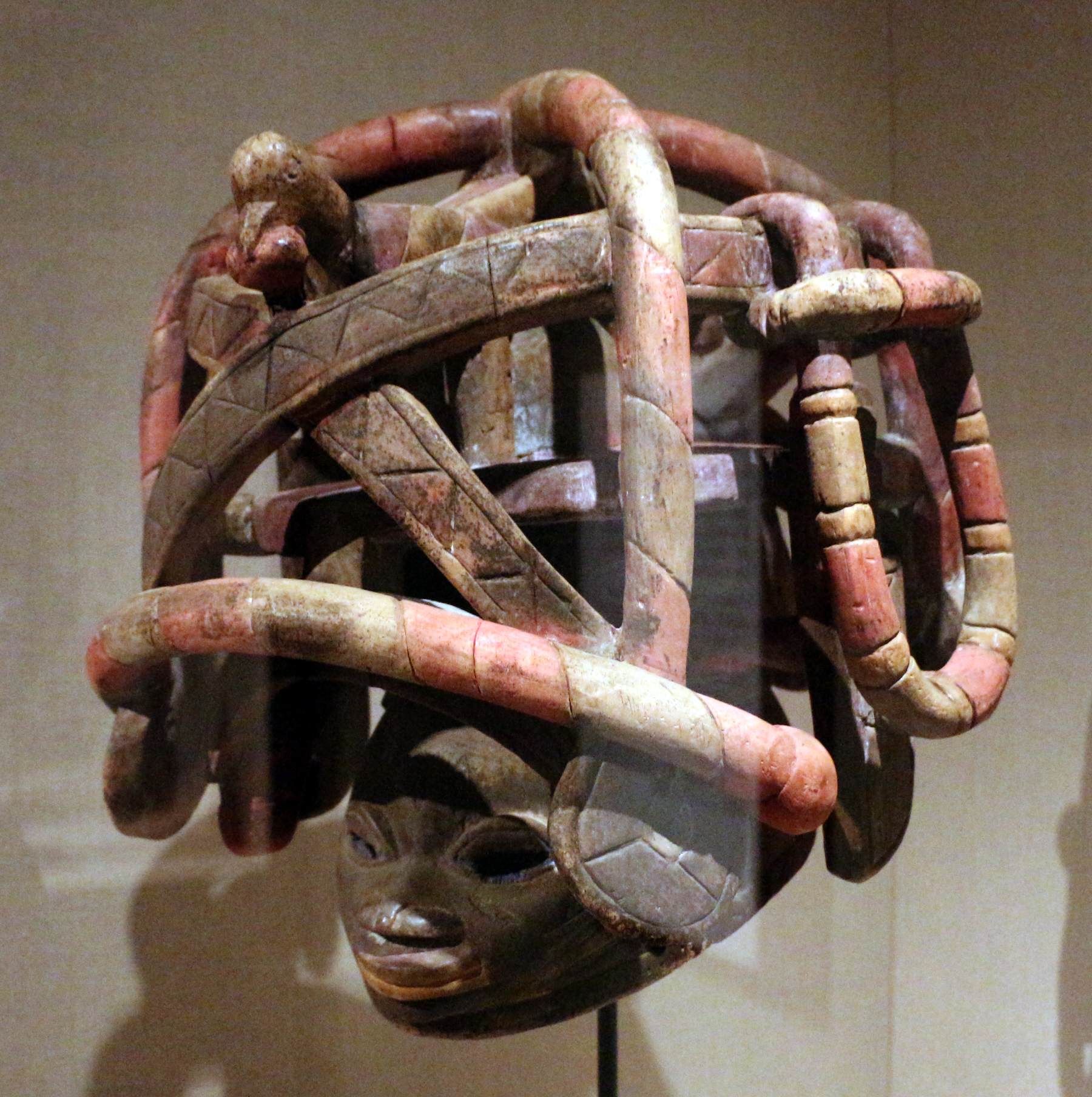
Coiffures, vers 1900-1915. Detroit Institute of Arts.
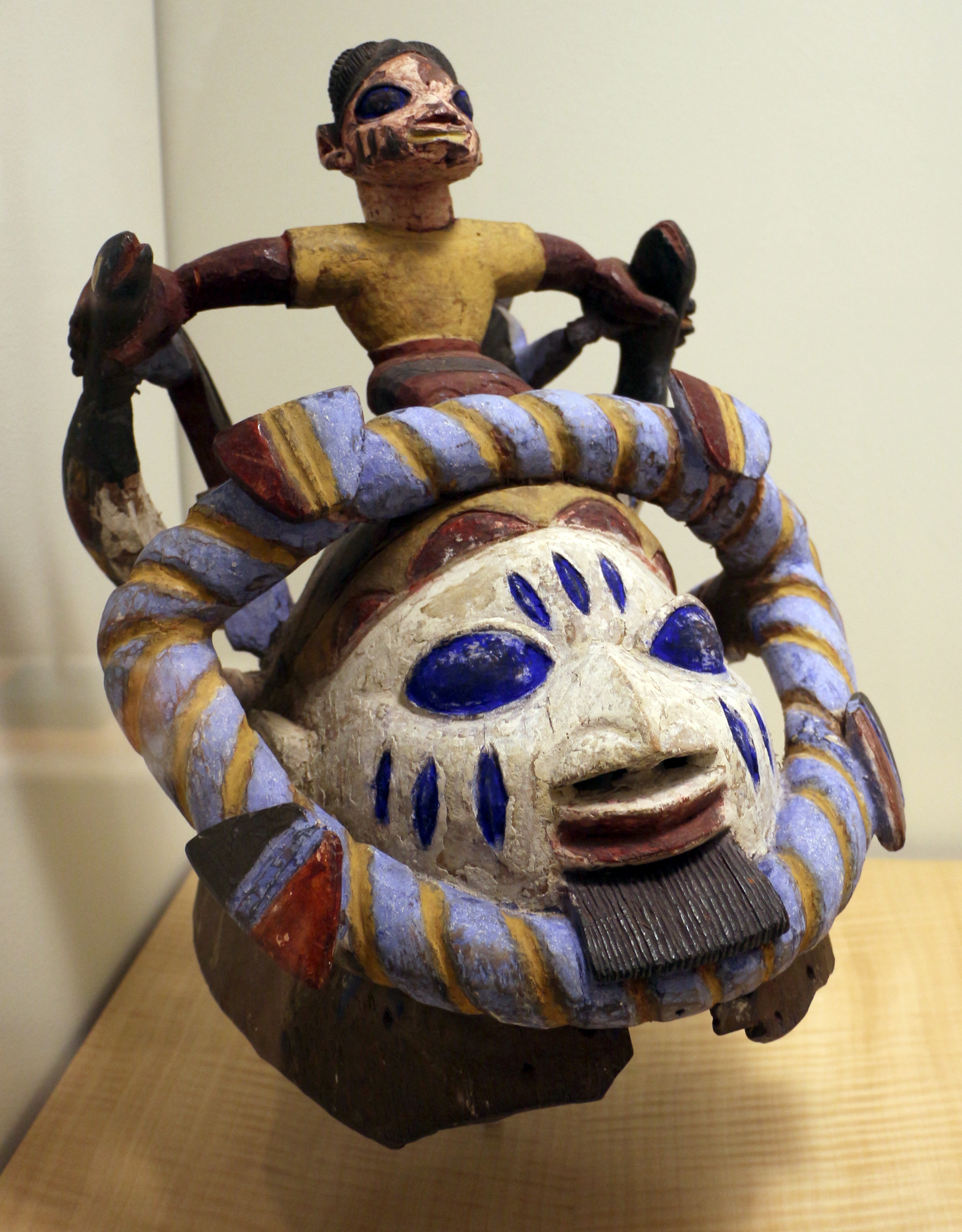
Masque de carnaval, vers 1950. Musée d'Art d'Indianapolis (États-Unis).
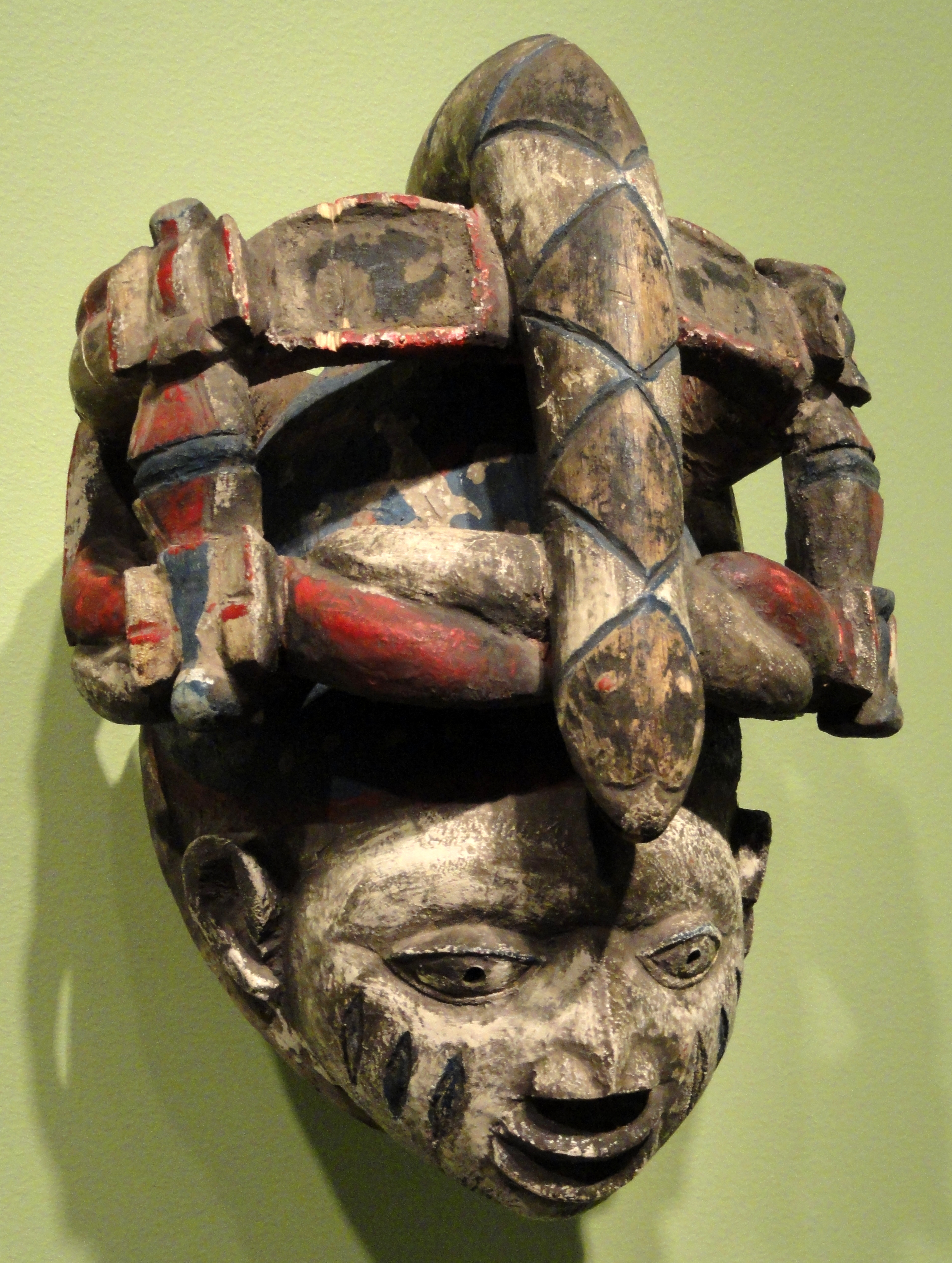
Masque, bois. Hood Museum of Art (États-Unis).
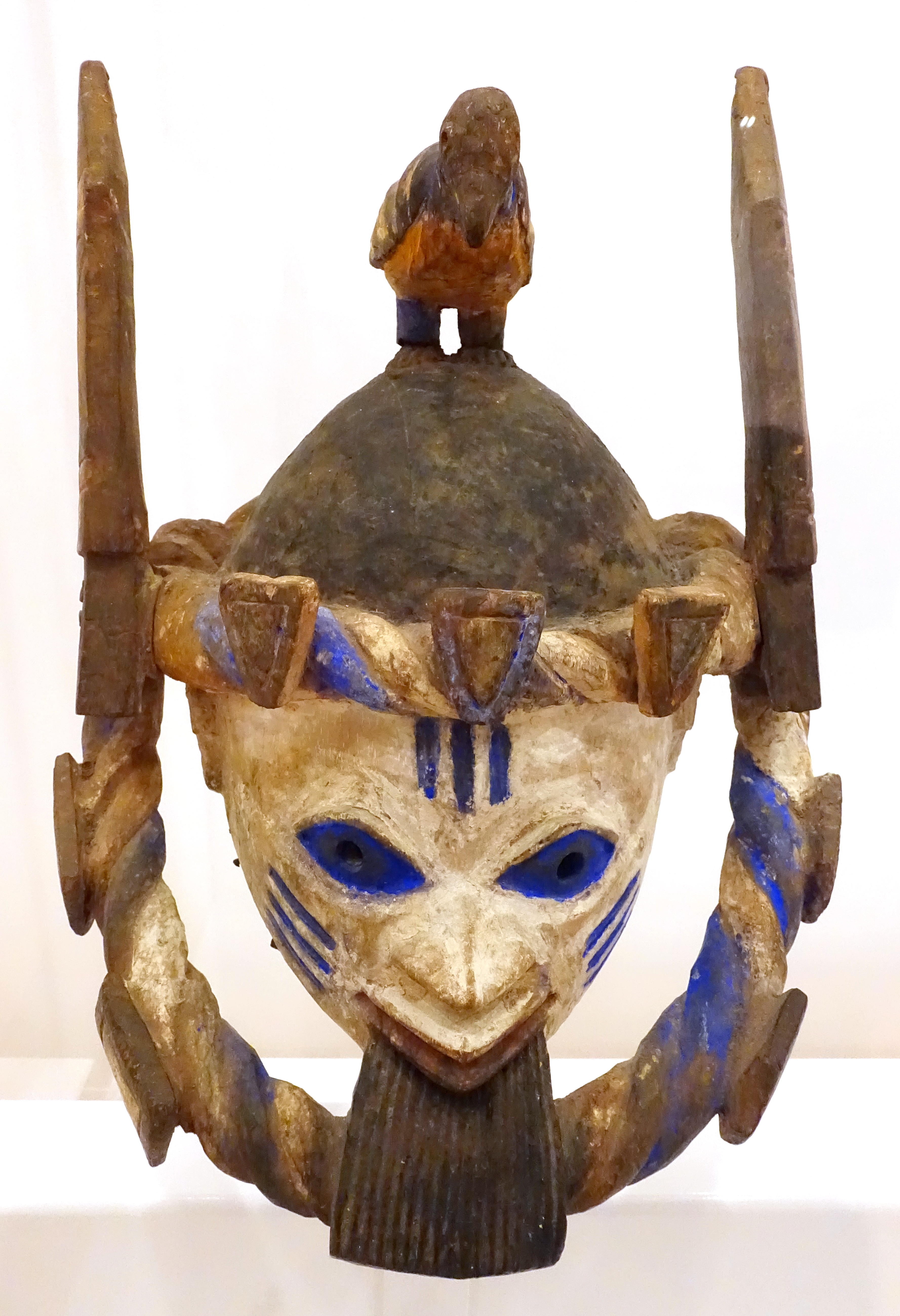
Masque Efe-gèlèdé, début du XXe siècle, bois, indigo et pigments blancs. Krannert Art Museum (en) (Illinois, États-Unis).
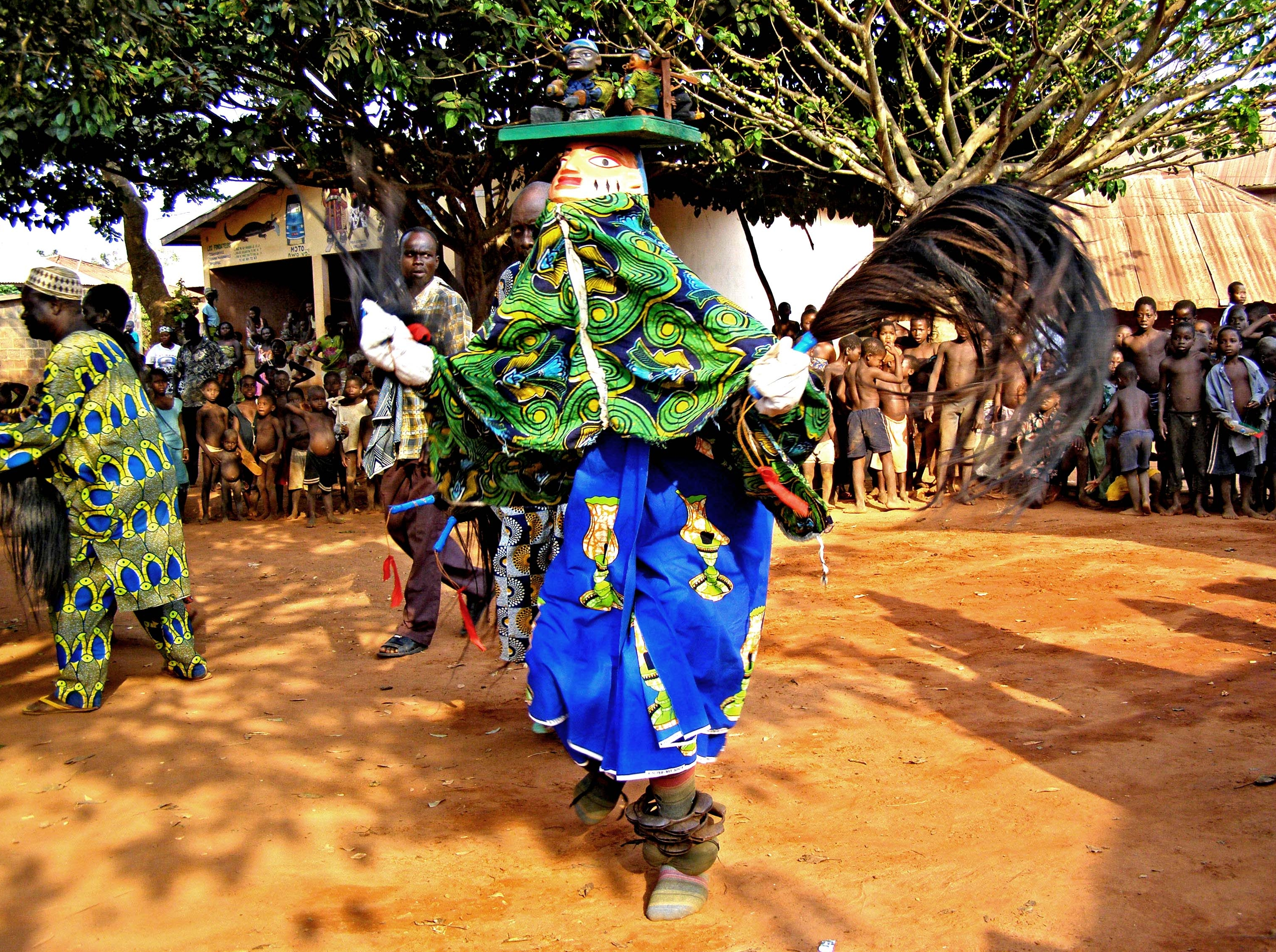
Le Festival masqué Gèlèdé à Covè, au Bénin.

## Couronnes yoruba
La couronne brodée de perles (ade) avec voile perlé, attribut principal de l'Oba, symbolise les aspirations d'une civilisation au plus haut niveau d'autorité. Dans son article fondateur sur le sujet, Robert F. Thompson écrit : « La couronne incarne l'intuition de la force ancestrale royale, la révélation d'une grande perspicacité morale dans la personne du roi et l'éclat de l'expérience esthétique. ».

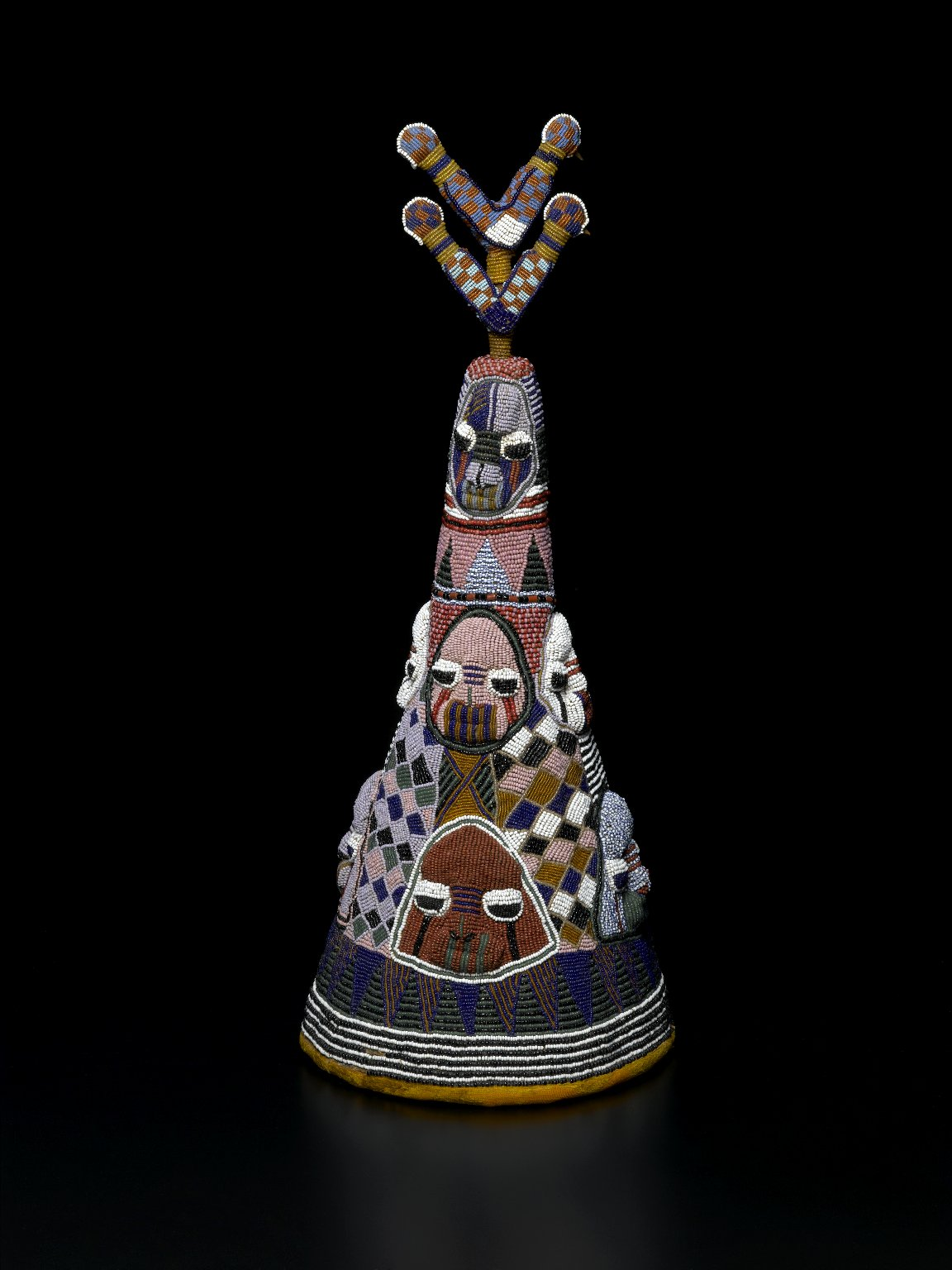
Couronne perlée (Ade) d'Onijagbo Obasoro Alowolodu ; fin du XIXe siècle ou début du XXe siècle, cadre en vannerie recouvert d'une base en tissu raidi brodé de perles de verre : blanches, bleues, vertes, roses, rouges-oranges, ocres et violettes, 57,8 cm de haut ; 21,6 × cm de diamètre. Brooklyn Museum (New York).
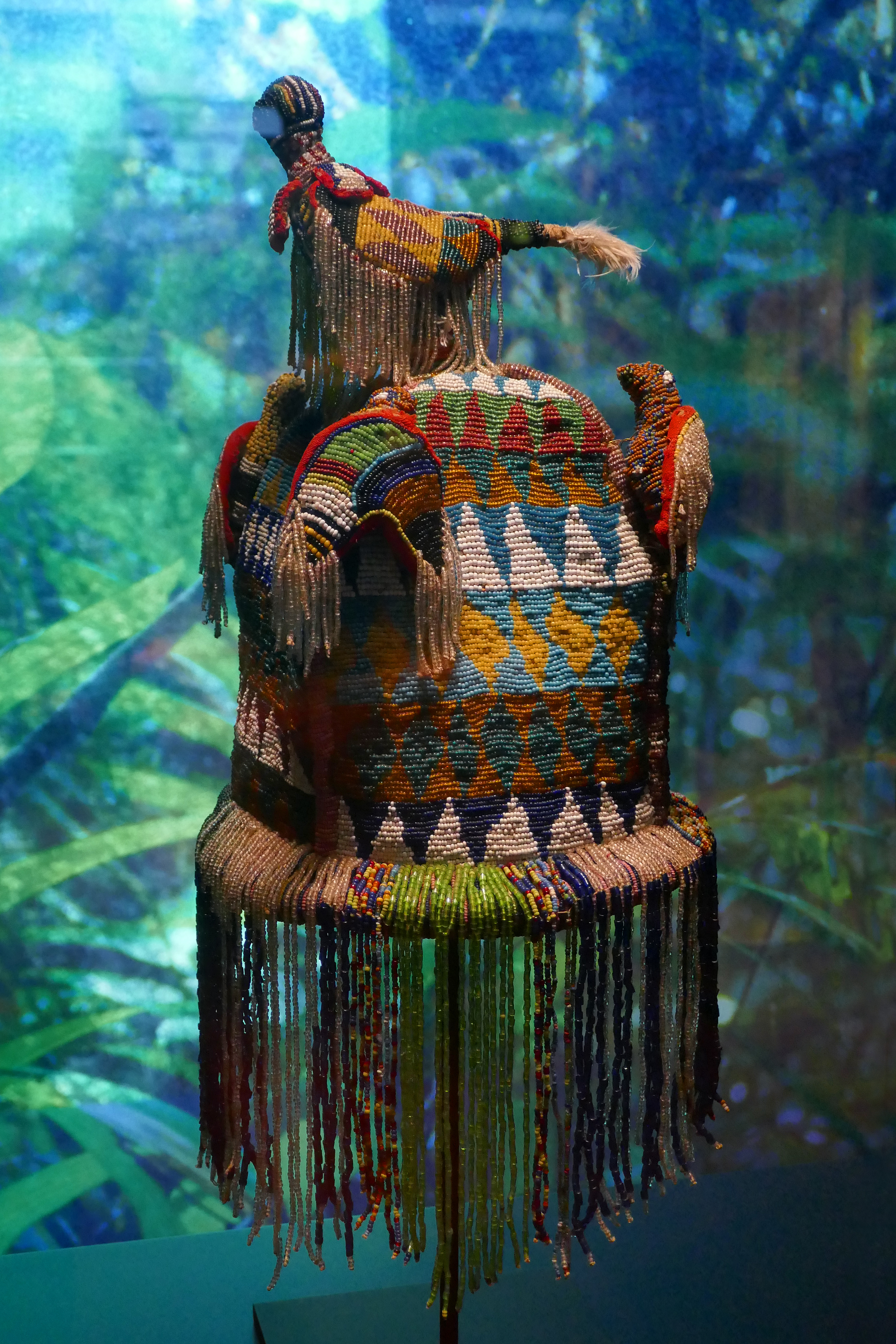
Couronne royale cérémonielle yoruba Ade Nla ou Ade Isenbaye. Le voile perlé protège le visage de l'Oba et le transforme en une incarnation vivante d'Odùduwà et de la force des ancêtres collectifs. Les oiseaux symbolisent la divinité de l'Oba. Moitié physique, moitié spirituelle, tout comme les oiseaux peuvent traverser les mondes terrestre et céleste. Musée du Quai Branly (Paris).
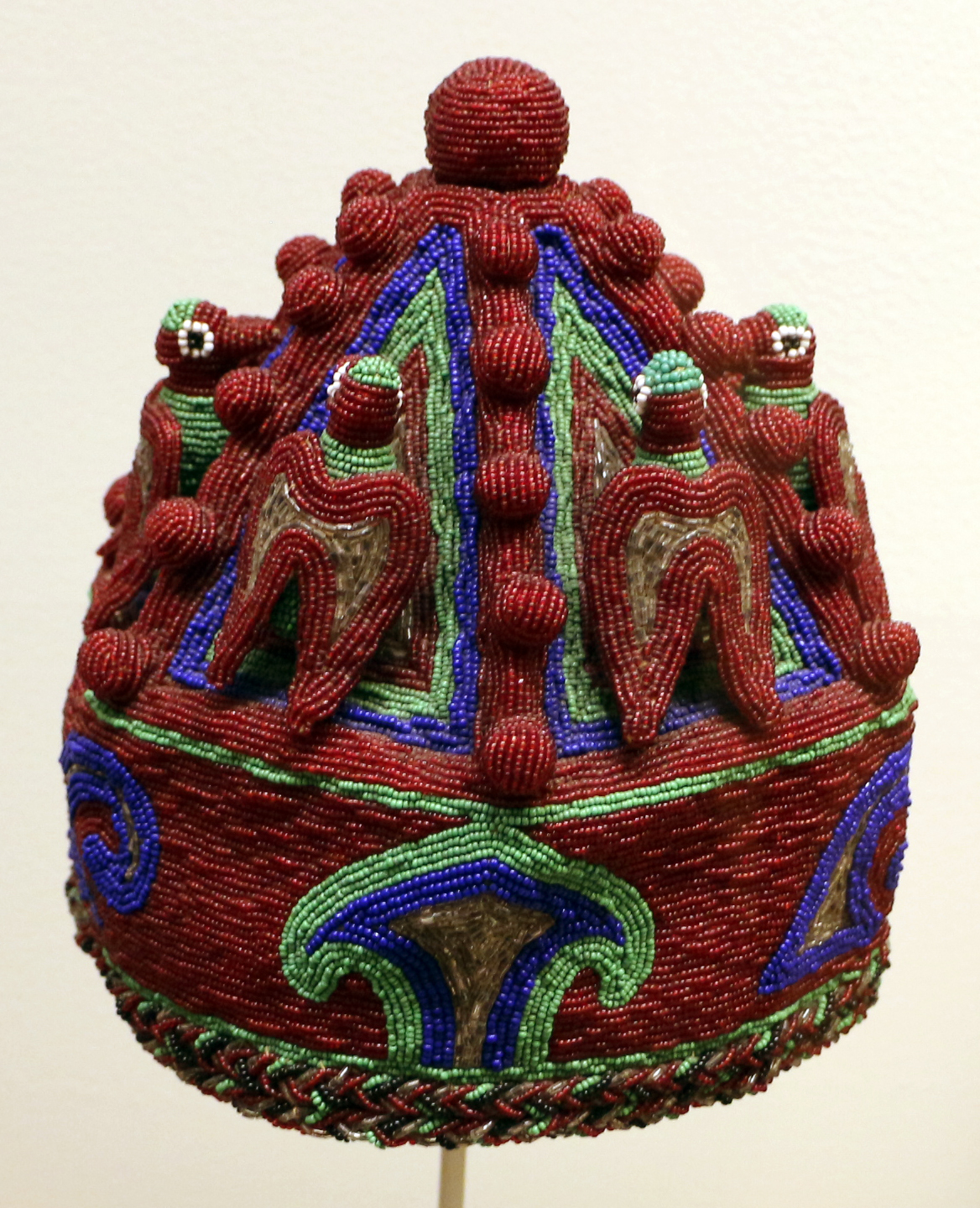
Couronne royale perlée d'Oba (Akoro). Musée d'Art d'Indianapolis. L'Akoro était plus petit qu'un Adé et était généralement porté par les rois de rang inférieur sous l'autorité d'un Oba régional.
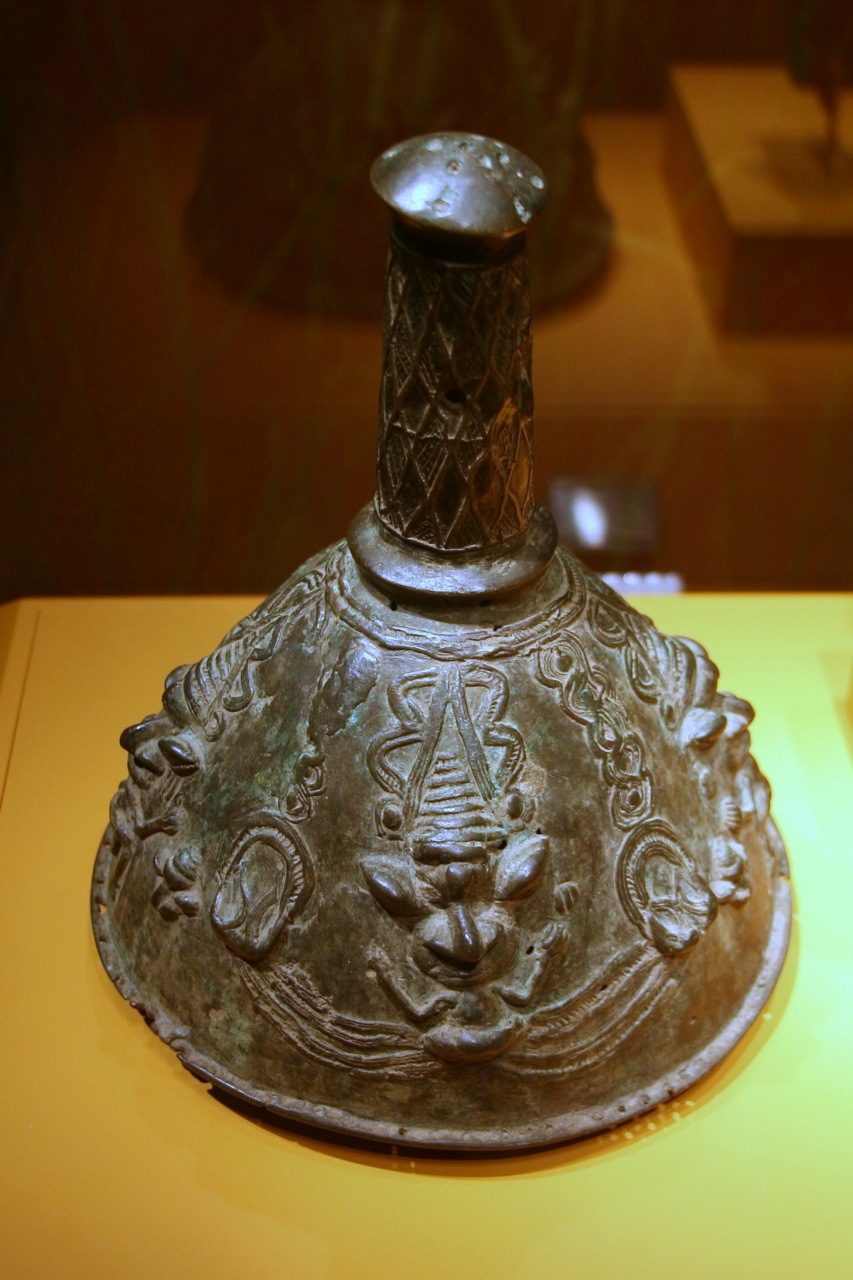
Couronne yoruba du XIXe siècle en alliage de cuivre (laiton) d'Iperu (en), inspirée du modèle ancestral typique yoruba à tige sur cône. Ces couronnes sont utilisées pour vénérer les ancêtres paternels des rois d'Iperu (Ijebu). Les quatre visages fixes représentent les dieux ou ancêtres omniscients. Leurs yeux exorbités symbolisent le moment où l'œil spirituel remplace la vision ordinaire. Les deux figures aux jambes de poisson-boue évoquent les pouvoirs surnaturels des deux mondes : la terre et l'eau, ou la réalité et l'esprit.
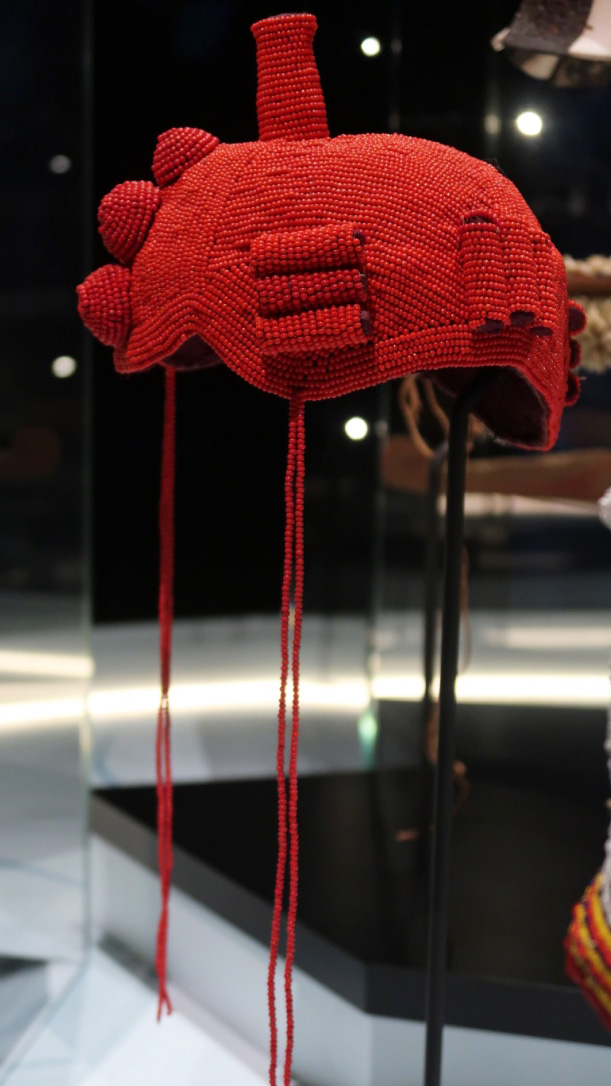
Les coiffes royales, appelées Orikogbofo, étaient des versions plus légères des couronnes ancestrales, souvent lourdes et encombrantes. L'orikogbofo servait à couvrir la tête de l'Oba, car il était tabou pour un Oba de paraître tête nue. Ce style est aujourd'hui populaire dans le sud du Nigéria, porté par divers membres de la famille royale de la région. Les glands restants d'un voile perlé censé protéger entièrement le visage de l'Oba ont été largement réduits à quelques cordons pratiques.
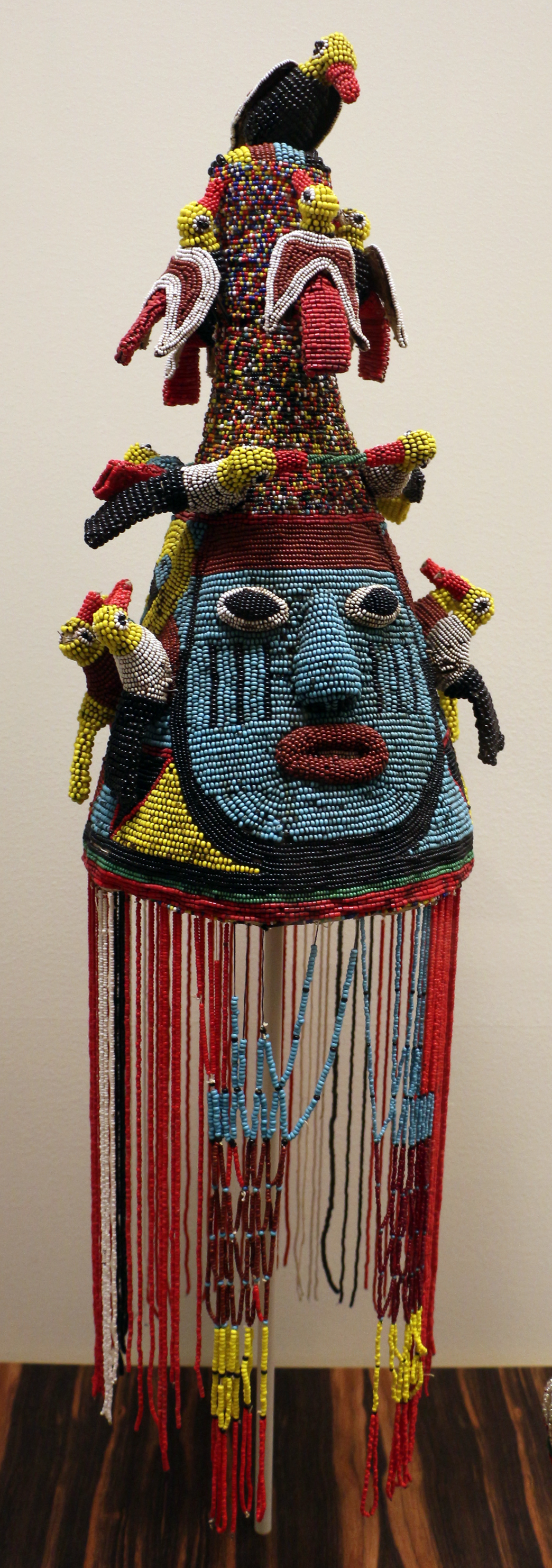
Couronne royale ancestrale yoruba (Ade Nla).
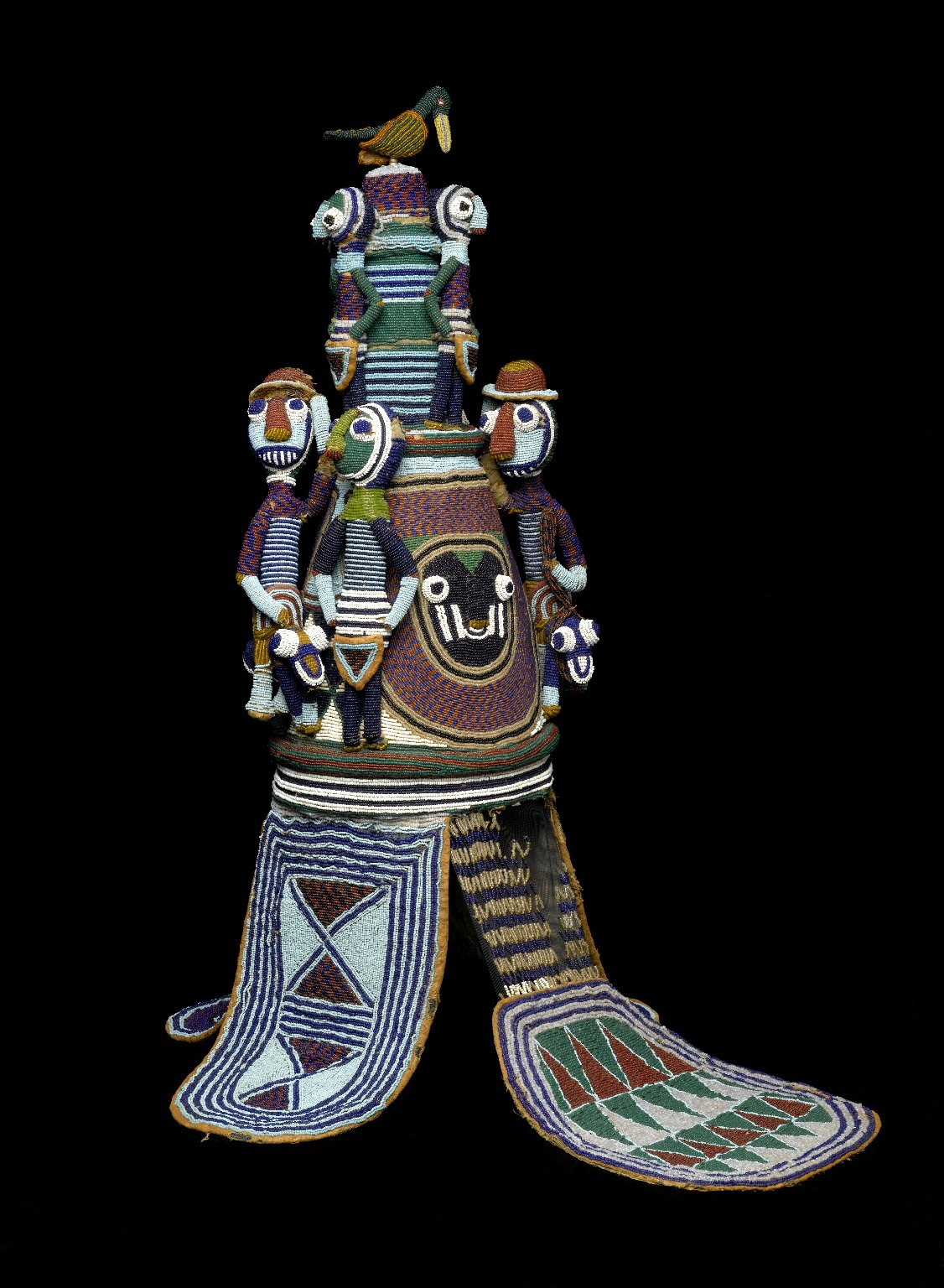
Couronne perlée (Ade) d'Onijagbo Obasoro Alowolodu, l'Ogoga d'Ikere Ekiti ; fin du XIXe siècle, cadre en vannerie, recouvert de tissu perlé, 95,9 × 24,1 cm. Brooklyn Museum.

## Aláàrìnjó

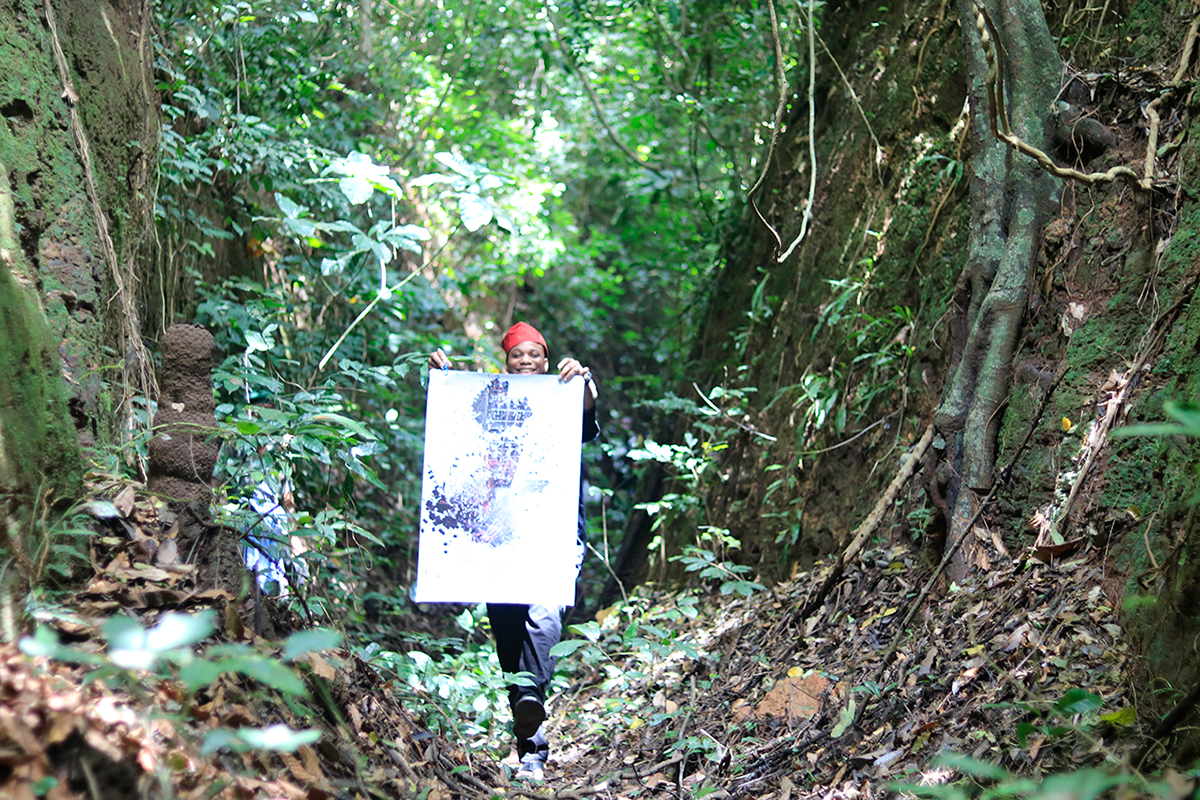
à l'intérieur d'Eredo de Sungbo tenant ' en 2017.

Il existe également une forme dynamique de théâtre traditionnel connue sous le nom d'Aláàrìnjó, qui trouve ses racines dans la période médiévale et qui a beaucoup apporté à l' industrie cinématographique nigériane contemporaine.

## Musée Esiẹ
Le musée d'Esiẹ (en) (État de Kwara) est le tout premier musée à avoir été créé au Nigéria lors de son ouverture en 1945. Le musée abritait autrefois plus d'un millier de figures ou d'images tombales représentant des êtres humains. Il est réputé pour posséder la plus grande collection d'images en stéatite au monde. À l'époque moderne, le musée Esie est devenu le centre d'activités religieuses et accueille un festival au mois d'avril chaque année.